# 나가
나가(산스크리트어: नाग)는 다양한 아시아 종교 전통에 등장하는 반인반사의 신적인 또는 반신적인 존재들의 종족으로, 저승(파탈라)에 거주하며 때때로 인간 또는 반인간의 형태를 취하거나 예술 작품에서 그렇게 묘사되기도 한다. 또한, 나가는 용과 물 정령으로도 알려져 있다. 여성 나가는 나긴 또는 나기니라고 불린다. 전설에 따르면, 그들은 현자 카샤파와 카드루의 자녀이다. 이 초자연적인 존재들에게 바쳐진 의식은 적어도 2,000년 동안 남아시아 전역에서 행해져 왔다. 그들은 주로 세 가지 형태로 묘사된다. 즉, 머리와 목에 뱀이 있는 완전한 인간의 모습, 일반적인 뱀의 모습, 또는 힌두교와 불교에서 반인반사의 존재로 묘사된다.
나가라자는 나가들의 왕에게 부여되는 칭호이다. 이 존재들에 대한 서사는 많은 남아시아 및 동남아시아 문화의 신화적 전통, 그리고 힌두교와 불교 내에서 문화적 중요성을 지닌다. 나가반시, 크메르족, 스리랑카 타밀족과 같은 공동체는 이 종족의 후손임을 주장한다.

## 어원
산스크리트어에서 나가(नाग)는 뱀을 의미하며, 대부분 인도코브라(Naja naja)로 묘사된다. 나가의 동의어는 파닌(फणिन्)이다. 일반적으로 "뱀"을 의미하는 여러 단어가 있으며, 가장 일반적으로 사용되는 단어 중 하나는 사르파(सर्प)이다. 때로는 나가 자체가 "뱀"을 의미하는 단어로 사용되기도 한다. 이 단어는 영어 'snake', 게르만어: *snēk-a-, 인도유럽조어: *(s)nēg-o- (s-모바일을 포함)와 동계어이다.
또는, "털 없는, 벌거벗은 동물"로서의 인도유럽어 어원—영어 "naked"와 동계어—는 산스크리트어 nāga가 "구름", "산" 또는 "코끼리"를 의미할 수도 있음을 설명한다.

## 힌두교

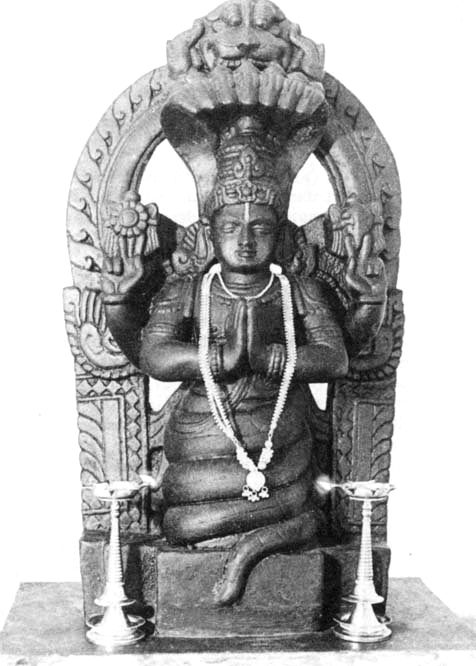
파탄잘리를 셰샤로 묘사.

나가는 코브라 형태를 자주 취하는 뱀 모양의 신들 집단으로, 힌두교 도상학, 힌두교 문헌(특히 마하바라타의 첫 번째 책) 및 지역 민속 숭배 전통에서 두드러진다. 히말라야 일부 지역에서는 나가들이 그 지역의 신성한 통치자로 여겨지는데, 쿨루 계곡, 베리나그, 그리고 아홉 겹의 나이니 데비가 다스린다고 믿어지는 핀다르강 계곡이 그 예이다. 카슈미르의 닐라마타 푸라나와 카트만두의 스와얌부 푸라나 모두에서 해당 지역은 처음에는 나가들이 거주하는 호수였으며, 나중에 물이 빠졌다고 역사가 시작된다.
마하바라타, 라마야나, 푸라나와 같은 고대 산스크리트어 문헌들은 나가들을 강력하고 웅장하며 자랑스러운 반신적 존재들로 묘사하는데, 이들은 인간(종종 머리 뒤에 코브라 후드의 후광이 있음), 부분적으로 인간형의 뱀, 또는 완전한 뱀의 형태로 나타날 수 있다. 그들의 영역은 보석, 금 및 기타 지상의 보물로 가득 찬 마법에 걸린 지하 세계, 즉 나가로카 또는 파탈라로카라고 불리는 지하 영역이다. 그들은 또한 강, 호수, 바다 및 우물을 포함한 물과 자주 연관되며 보물의 수호자이다. 그들의 힘과 독은 인간에게 잠재적으로 위험할 수 있다. 그러나 힌두 신화에서 그들은 종종 자비로운 주인공의 역할을 맡는다. 사무드라 만타나에서 시바의 목에 거주하는 나가라자인 바수키는 우유 바다를 휘젓는 줄이 되었다. 그들의 영원한 숙적은 전설적인 반신반조의 신인 가루다이다.
비슈누는 원래 세샤나가에 의해 보호받거나 세샤 위에 기대어 있는 형태로 묘사되었지만, 그 도상학은 다른 신들에게도 확장되었다. 나가는 가네샤의 도상학에서 흔한 특징이며, 여러 형태로 나타난다. 목 주위에, 성스러운 실(산스크리트어: yajñopavīta)로 사용되거나, 벨트처럼 배 주위에 감겨 있거나, 손에 들려 있거나, 발목에 감겨 있거나, 또는 왕좌로 사용된다. 시바는 종종 나가로 장식된 모습으로 나타난다. 마엘레(2006: p. 297)는 "파탄잘리는 영원의 나가의 현현으로 여겨진다"고 말한다.

### 민속 전통
남인도에서는 흰개미 언덕이 여성 나가마의 거주지로 여겨지지만, 핀다르강 계곡의 나이니 데비와 같은 히말라야의 나가와 나기니는 물 자원과 마을 및 계곡의 안녕을 보호하는 지하 세계의 존재로 숭배된다.

### 문헌
마하바라타 서사시는 나가를 처음으로 소개하는 문헌이다. 이 책은 나가들을 상세히 묘사하고 그들의 이야기를 서술한다. 우주의 뱀 세샤, 나가라자들인 바수키, 탁샤카, 아이라바타, 카르코타카, 그리고 공주 울루피는 모두 마하바라타에 묘사되어 있다.
브라흐마 푸라나는 파탈라에서 나가들의 왕인 아디세샤의 통치를 묘사한다.
밤 동안 달빛은 그 시원함 때문에 이용되지 않고 단지 조명을 위해서만 이용된다.
그것이 지나가면, 나가들은 그들이 섭취하는 음식과 음료수, 그리고 그들이 마시는 훌륭한 음료를 즐겁게 소비하며 그것을 알아차리지 못한다. 다누자스와 다른 이들도 그것을 알지 못한다.
오 브라만들이여, 숲, 강, 호수, 연못, 뻐꾸기 및 다른 아름다운 새들의 지저귐, 즐거운 하늘, 향수, 그리고 류트, 플루트, 므리당가 드럼과 같은 악기들의 끊임없는 음과 소리, 오 브라만들이여—이 모든 것들과 다른 아름다운 것들은 파탈라에 거주하는 다나바, 다이티야, 나가들이 그들의 행운에 의해 즐기는 것이다. 비슈누의 타마시 형태, 즉 세샤는 하층 지역 아래에 있다.

다이티야와 다나바들은 그의 좋은 자질을 이야기할 수 없다. 그는 데바들과 천상의 현자들에게 존경받는다. 그는 아난타라고 불린다. 그는 천 개의 머리를 가지고 있으며, 불순물 없는 스바스티카 장식으로 분명히 장식되어 있다. 그는 그의 머리에 있는 천 개의 보석으로 모든 방향을 비춘다.— 브라흐마 푸라나, Chapter 19

캄바 라마야나는 사무드라 만타나에서 바수키의 역할을 묘사한다.
데바들과 아수라들은 우유의 바다를 휘저어 암리타(암브로시아—불멸의 천상의 꿀)를 얻기로 결정했다. 데바들은 휘젓는 막대로 사용할 만다라산을 가져오러 갔다. 그들의 시도는 헛되었다. 아수라들은 같은 결과로 시도했다. 시바의 부타가나(수호자)들도 헛된 시도를 했다. 비슈누의 지시에 따라 가루다는 독수리가 개구리를 잡는 것처럼 쉽게 산을 가져왔다. 이제 바수키를 데려와야 했다. 데바들과 간다르바들도 그 시도에 실패했다. 힘과 속도에 오만했던 가루다는 나가(뱀)의 도시로 가서 바수키에게 우유의 바다로 오라고 요청했다. 바수키는 그 문제가 그렇게 긴급하다면 그곳으로 옮겨지는 것에 반대하지 않는다고 답했다. 그는 바수키의 중간 부분을 부리에 물고 점점 더 높이 날아 수평선 너머로 갔다. 여전히 바수키의 하반신은 땅에 놓여 있었다. 그래서 그는 바수키를 두 번 접어서 부리에 물었다. 여전히 결과는 같았다. 가루다는 바수키를 운반하는 것이 불가능하다는 것을 깨닫고 부끄러워하며 실망하여 돌아왔다. 비슈누는 그의 오만을 꾸짖었다. 그 후, 시바는 파탈라로 손을 뻗었다. 바수키는 그 손에서 작은 팔찌가 되었다. 그리하여 바수키는 우유 바다 해안으로 옮겨졌다.— 캄바르, 라마야나, Yuddha Kanda

데비 바가바타 푸라나는 마나사의 전설을 묘사한다.
마나사는 마하르시 카샤파의 마음에서 태어난 딸이다. 그래서 그녀는 마나사로 불린다. 또는 마음으로 노는 자가 마나사일 수도 있다. 또는 마음으로 신을 명상하고 명상에서 황홀경을 얻는 자가 마나사로 불릴 수도 있다. 그녀는 자기 자신 안에서 기쁨을 찾고, 비슈누의 위대한 신자이며, 싯다 요기니이다. 그녀는 세 유가 동안 스리 크리슈나를 숭배했고, 그 후 싯다 요기니가 되었다. 고피들의 주인이신 스리 크리슈나는 고행으로 인해 마나사의 몸이 마르고 야윈 것을 보고, 또는 무니 자라트 카루처럼 쇠약해진 것을 보고 그녀를 자라트 카루라고 불렀다. 그래서 그녀의 이름은 자라트 카루가 되었다. 자비의 바다이신 크리슈나는 친절하게 그녀가 원하는 축복을 주셨다. 그녀는 그를 숭배했고, 스리 크리슈나도 그녀를 숭배했다. 데비 마나사는 하늘, 나가(뱀)의 거처, 땅, 브라흐마로카, 모든 세계에서 매우 공정하고 아름답고 매력적인 모습으로 알려져 있다. 그녀는 세상에서 매우 공정한 모습이기 때문에 자가드 가우리라고 불린다. 그녀의 다른 이름은 샤이비이며, 그녀는 시바의 제자이다. 그녀는 비슈누에게 크게 헌신적이기 때문에 바이슈나비라고 불린다. 그녀는 파릭시트가 행한 뱀 희생에서 나가들을 구했다. 그녀는 나가슈바리 및 나가 바기니라고 불리며 독의 영향을 파괴할 수 있다. 그녀는 비샤하리라고 불린다. 그녀는 마하데바로부터 싯다 요가를 얻었으므로 싯다 요기니라고 불린다.— 데비 바가바타 푸라나, Chapter 47

## 불교

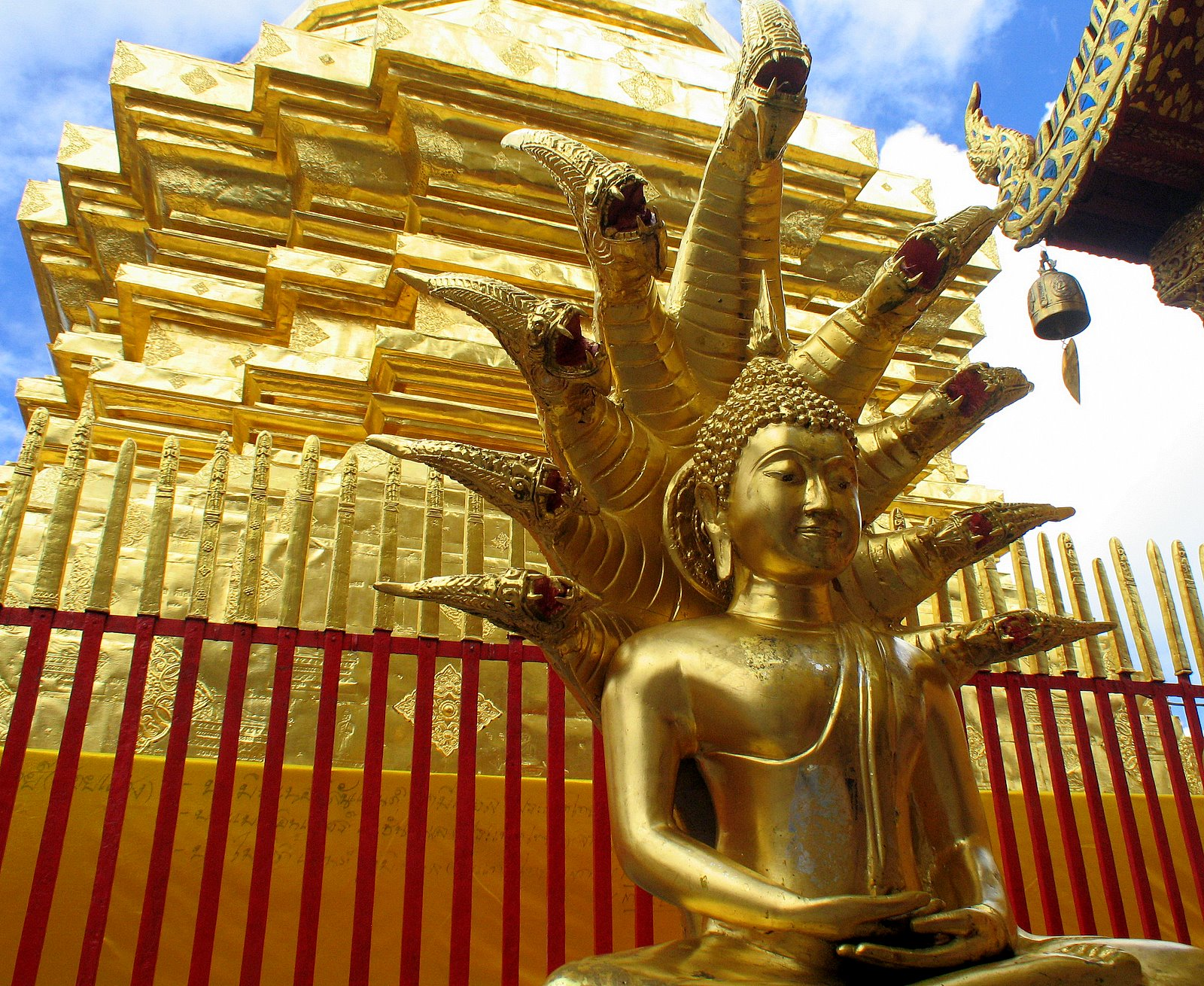
무찰린다가 치앙마이 왓 프라 탓 도이 수텝에서 고타마 붓다를 보호하고 있다. (나가 프록 자세의 부처)

힌두교에서와 마찬가지로, 불교의 나가는 일반적으로 머리 위에 뱀이나 용이 뻗어 있는 인간으로 묘사되기도 한다. 한 나가는 인간의 형태로 승려가 되려 했고, 그러한 서품이 불가능하다고 말했을 때, 부처는 그에게 인간으로 다시 태어나 승려가 될 수 있는 방법을 알려주었다.
나가들은 나가로카에 다른 하급 신들과 함께 살며, 인간이 거주하는 지구의 다양한 지역에도 살고 있다고 믿어진다. 그들 중 일부는 시냇물이나 바다에 사는 물 거주자이고, 다른 일부는 동굴에 사는 흙 거주자이다.
나가들은 서쪽을 수호하는 사천왕 중 한 명인 광목천왕(팔리어: Virūpakkha)의 추종자이다. 그들은 수미산의 수호자로서, 도리천의 천인들을 아수라들의 공격으로부터 보호한다.
불교 전통에서 주목할 만한 나가 중에는 무찰린다가 있는데, 그는 나가라자이자 부처의 보호자이다. 비나야 수트라(I, 3)에 따르면, 부처가 깨달음을 얻은 직후 숲에서 명상하던 중 큰 폭풍이 몰아쳤는데, 무찰린다 용왕은 친절하게도 자신의 일곱 뱀 머리로 부처의 머리를 가려 폭풍으로부터 부처를 보호했다. 그 후 용왕은 젊은 브라만의 모습으로 변하여 부처에게 경의를 표했다.
바즈라야나와 마하싯다 전통에서, 반인반사의 모습으로 나타난 나가들은 나가-보석, 암리타의 쿰바 또는 수행자들에 의해 원소적으로 암호화된 테르마를 들고 있는 것으로 묘사된다. 티베트 불교에서 나가들은 klu 또는 klu-mo로 알려져 있으며, 바다, 강, 호수, 샘에 살면서 환경이 방해받거나 오염되는 것을 원하지 않기 때문에 물과 청결과 관련이 있다.
부처의 두 수석 제자인 사리푸트라와 마우두갈야야나는 모두 마하나가 또는 "위대한 나가"로 불린다. 불교 역사상 가장 중요한 인물들 중 일부는 그들의 이름에 나가 상징이 포함되어 있는데, 디그나가, 나가세나, 그리고 다른 어원들이 그의 이름에 부여되었지만 나가르주나가 그 예이다.

### 문헌
팔리어 대장경의 나가 상윳따는 나가의 본질을 설명하는 데 특별히 할애된 수트라들로 구성되어 있다.
묘법연화경의 "데바닷타" 장에는 용왕의 딸인 여덟 살짜리 용녀(龍女, nāgakanyā)가 문수보살이 묘법연화경을 설법하는 것을 들은 후 남성 보살로 변하여 즉시 완전한 깨달음을 얻는 내용이 나온다. 일부에서는 이 이야기가 대승 경전에 만연한, 깨달음의 경지가 아무리 높아서 몸을 마음대로 마법적으로 변화시키고 물질적 형태 자체의 공(空)을 증명할 수 있다고 해도, 부처가 되기 위해서는 남성의 몸이 필요하다는 관점을 강화하는 것으로 보인다고 말한다. 그러나 많은 불교 학파와 고전적이고 핵심적인 중국 주석들은 이 이야기를 여성도 현재의 형태로 부처가 될 수 있음을 보여준다고 해석하며 이러한 관점을 부정한다.
전통에 따르면, 반야경은 부처가 바다에 보관하고 있던 위대한 나가에게 주었으며, 나중에 나가르주나에게 전해졌다.
티베트 불교 문헌에서 나가들은 단순히 부 또는 초자연적인 "영적" 보물일 수 있는 잠수된 보물의 수호자 또는 소유자로 묘사된다.

## 다른 전통
태국과 자바에서 나가는 부유한 명계의 신이다. 말레이 선원들에게 나가는 머리가 많은 용의 일종이다. 라오스에서는 부리 달린 물뱀으로 여겨진다. 티베트에서는 수로와 지하 장소에서 발견되며, 인간의 부주의로 인한 환경 오염으로 고통받기 쉽다고 한다.

### 스리랑카

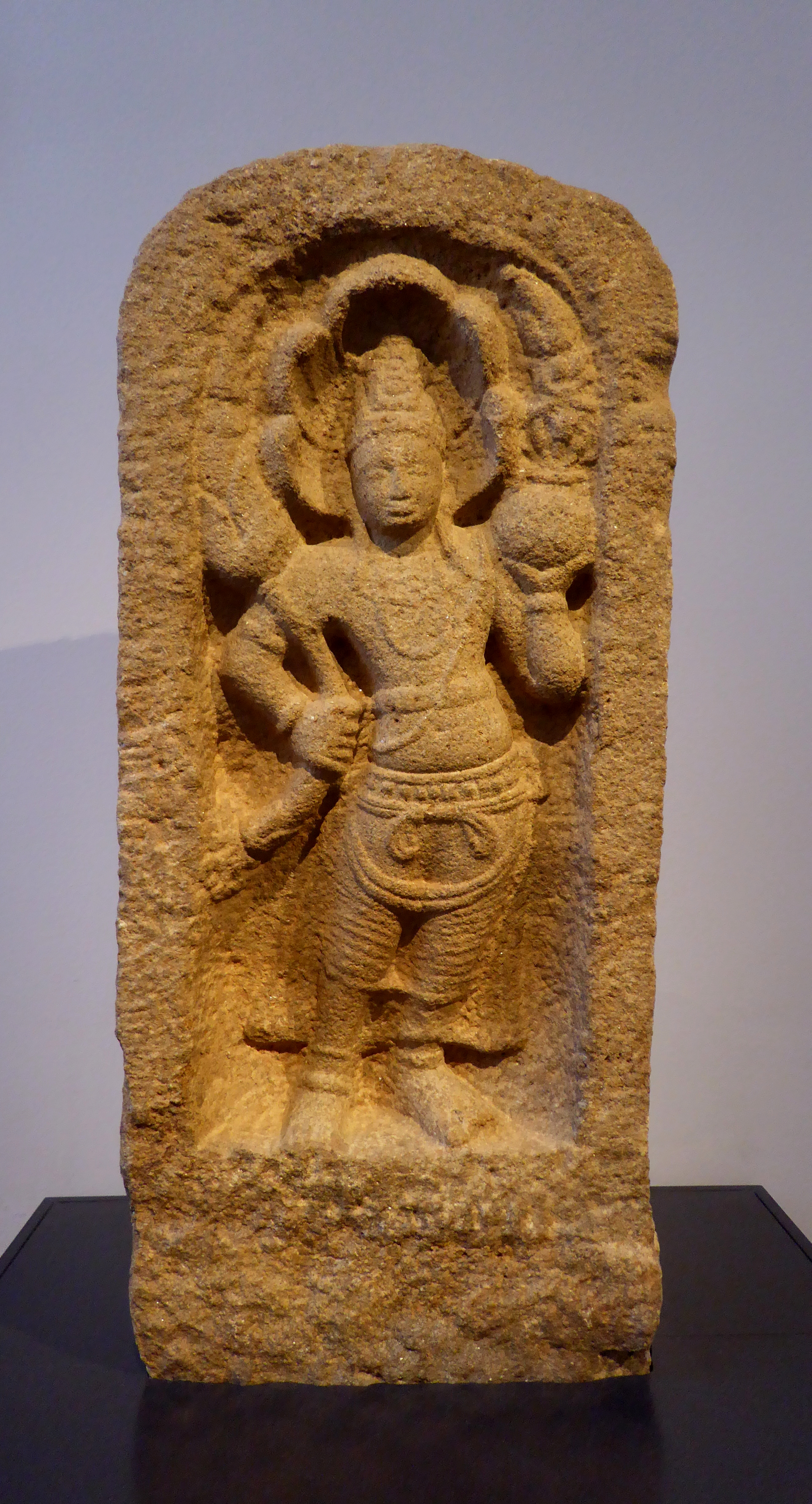
스리랑카의 화강암 나가라자 수호석.

나가족은 스리랑카의 고대 부족이자 기원으로 믿어진다. V. 카나카사바하이에 따르면, 남인도와 스리랑카 북동부에 널리 퍼져 있던 올리야르, 파라타바르, 마라바르, 에이나르 모두 나가족에 속한다. 마하밤사, 마니메칼라이, 그리고 다른 산스크리트어 및 팔리어 문헌과 같은 여러 고대 문헌에서 그들에 대한 언급이 있다. 그들은 일반적으로 지하 세계에 사는 뱀의 형태를 취하는 초인간적인 존재로 묘사된다. 마니메칼라이와 같은 문헌들은 그들을 인간 형태로 나타나는 인물로 묘사한다.

### 캄보디아

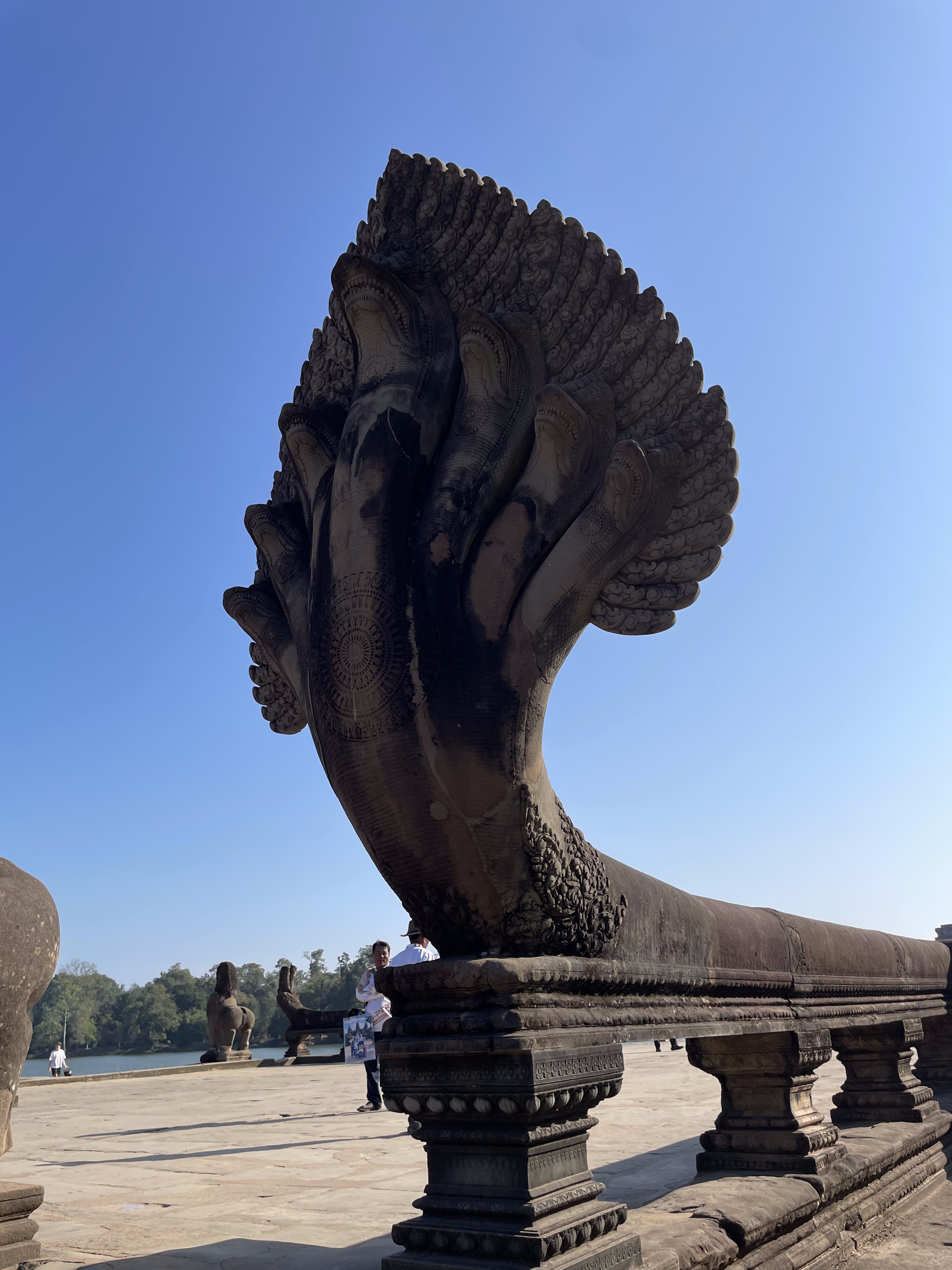
시엠레아프주의 앙코르 와트 앞 나가상.

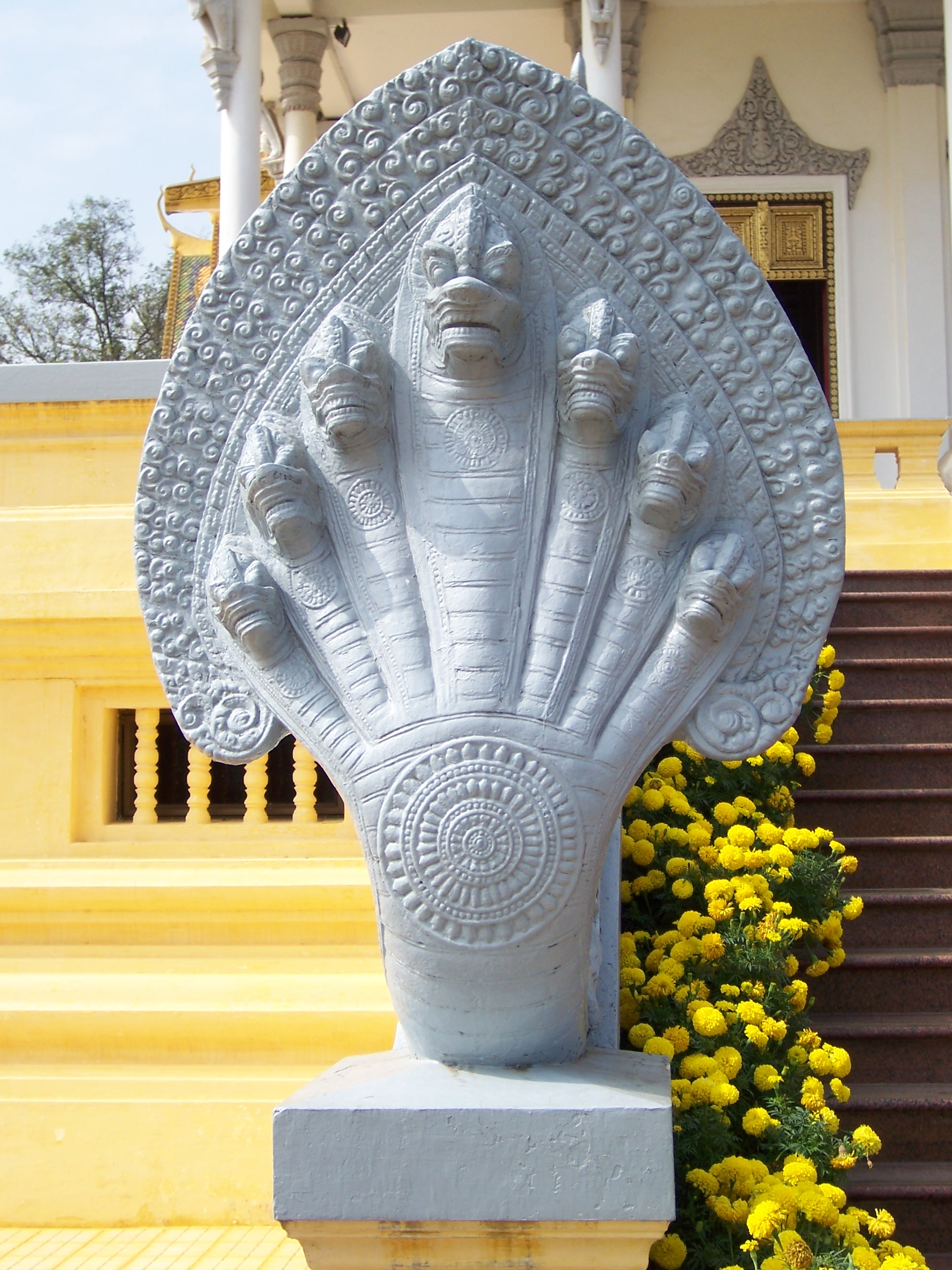
프놈펜 왕궁의 캄보디아 칠두 나가.

나가 (크메르어: នាគ, néak) 이야기는 푸난 시대 (នគរភ្នំ)부터 수천 년 동안 크메르족 사회의 일부였다. 두 명의 중국 사신 캉 타이와 주잉의 보고에 따르면, 서기 1세기에 인도 왕자 카운딘야 1세(កៅណ្ឌិន្យទី១)가 나가 공주 소마(សោមាកូនព្រះចន្ទ saôma kon preah chan; "달 신의 딸 소마"; 중국어: 柳葉, 柳叶 Liuye; "버드나무 잎")와 결혼하여 푸난 국가가 세워졌다. 이 부부는 프레아 톤과 네앙 네악 이야기에 상징화되어 있다.
전설에 따르면, 카운딘야는 꿈에서 사원에서 마법 활을 가져와 나가 왕의 딸인 나가 공주 소마를 물리치라는 지시를 받았다. 이어진 전투에서 그들은 사랑에 빠졌고 나중에 결혼하여 푸난 왕조의 왕실 혈통을 확립했다. 카운딘야는 그 후 수도 브야다푸라를 건설했고, 왕국은 캄부자데샤 또는 캄보디아(កម្ពុជា, Kampuchea)로 알려지게 되었다.
카운딘야와 소마의 사랑 이야기는 현대 크메르 문화의 많은 표준 관행, 즉 결혼식 및 기타 의식의 기초가 된다.
크메르족은 자신들을 나가의 후손으로 여기며, 많은 이들이 나가의 존재를 믿고 언젠가 돌아와 자신들의 백성에게 번영을 되찾아줄 것이라고 믿는다.
비록 전쟁, 자연재해, 시간의 흐름으로 인해 푸난 시대의 많은 사원들이 파괴되었지만, 나가들은 여전히 첸라 및 앙코르 시대의 고대 사원에서 볼 수 있다. 예를 들어, 현재 "휘감긴 나가 사원" (ប្រាសាទនាគព័ន្ធ, Prasat 네악 포안)으로 불리는 사원은 이전에 "황제의 재물 사원" (ប្រាសាទរាជ្យស្រី Prasat Reach Srey)으로 불렸다.
크메르 문화에서 나가들은 비를 상징하며, 인간계 (ឋានមនុស្ស)와 데바의 영역 (천계; ឋានទេវតា/ឋានសួគ៌) 사이의 다리를 나타낸다. 그들은 반인반수 또는 완전한 인간으로 변신할 수 있으며, 보이지 않는 힘, 신, 또는 악의적인 의도로부터 보호자 역할을 한다. 또한 캄보디아 나가들은 머리 수에 따른 수비학적 상징을 가지고 있다. 홀수 머리 나가들은 남성성, 무한, 영원성, 불멸을 구현하는데, 이는 모든 홀수가 숫자 하나(១)에서 파생되기 때문이다. 짝수 머리 나가들은 여성성, 물질성, 죽음, 시간성, 그리고 지구를 나타낸다. 홀수 머리 나가들은 불멸을 상징한다고 믿어지며 캄보디아 전역에서 조각되어 사용된다.

### 홀수 머리 나가
1-머리 나가주로 현대에 사원, 수도원, 왕궁 및 신의 거처(អទីទេព)에서 보호를 위해 조각된 물체에서 볼 수 있다. 그들은 이 세상의 모든 것이 사라져도 이 나가만이 남아 모두에게 승리와 행복을 가져다줄 것이라는 의미를 담고 있다.
3-머리, 칼랴크인간계와 신성한 영역 사이에서 태어났으며, 대양 바닥에 살면서 부의 수호자 역할을 한다. 종종 악한 존재로 묘사된다(상징과는 무관). 그들은 힌두교의 트리무르티; (왼쪽 비슈누, 가운데 시바, 오른쪽 브라흐마)와 삼계 – 천상계(데바의 영역), 지구(인간계), 지옥(노록 영역)을 상징한다. 불교에서는 가운데 머리가 부처를, 오른쪽은 다르마를, 왼쪽은 승려를 나타낸다.
5-머리 아논타크/세사크지상 원소에서 태어났으며 불멸의 존재이다. 그들은 5방향 – 동, 서, 남, 북, 중앙(갠지스강, 인더스강, 야무나강, 브라마푸트라강(브라흐마의 아들 강), 사라스바티강)을 상징한다. 불교에서는 5개의 머리가 5명의 부처 – 카다바크, 쿤손토, 코네아쿰노, 삼낙 쿠돔 고타마 붓다, 그리고 세아레 메트레이를 나타낸다.
7-머리 무클렌탁히말라야산맥에서 유래했으며, 인간에게 평화와 번영을 가져다준다. 그들은 '세이톤타락삭타크보리폰'이라 불리는 7개의 바다와 7개의 산을 통제한다. 고타마 붓다를 7일 밤낮 동안 보호했다(무찰린다). 종종 수호상으로 묘사되며, 앙코르 와트와 같이 주요 사원으로 이어지는 진입로의 난간에 조각되어 있다. 또한 나가 사회 내 7개 종족을 나타내는데, 이는 "무지개의 7가지 색깔"과 신화적 또는 상징적 연관성을 지닌다. 그들은 태양, 달, 그리고 5개의 다른 행성들을 상징한다. 즉, ចន្ទ (달) [월요일도 해당], អង្គារ (화성) [화요일], ពុធ (수성) [수요일], ព្រហស្បតិ៍ (목성) [목요일], សុក្រ (금성) [금요일], សៅរ៍ (토성) [토요일], អាទិត្យ (태양) [일요일]이다.
9-머리 바수카크지구를 지배하는 왕(바수키). 양쪽에 조각될 경우, 앞 머리는 환생을 나타내고 뒤 머리는 죽음을 나타낸다. 그는 우주의 아홉 불멸의 힘을 상징한다 – 동쪽의 번개와 천둥의 힘(ទិសបូព៌ា), 남동쪽의 불의 힘(ទិសអាគ្នេយ៍), 남쪽의 법과 질서의 힘(ទិសខាងត្បូង), 남서쪽의 정령과 악마 생물의 힘(ទិសនារតី), 서쪽의 비의 힘(ទិសខាងលិច), 북서쪽의 바람의 힘(ទិសពាយព្យ), 북쪽의 부와 미학의 힘(ទិសឧត្តរ), 북동쪽의 파괴의 힘(ទិសឥសាន្ត), 중앙의 브라흐마의 힘(창조와 보존)(កណ្តាល).
인도 기원 종교에는 네 가지 다른 나가 종족이 있다.
1. 불을 뿜을 수 있는 유럽 용과 같은 원시 용.
2. 바다에서 보물을 보호하는 재물의 수호자인 영적인 용. 이들은 반인반수의 형태를 취할 수 있다.
3. 하늘로 여행할 수 있는 신성한 나가. 이들은 인드라의 영역(신성한 영역)에서 왔다. 이들은 완전한 인간의 형태를 취할 수 있다.
4. 가루다 종족 전체와 싸울 수 있는 시바의 추종자인 바수키와 같은 지고하고 신성한 나가.

그들 모두는 큰 힘을 가지고 있으며 폭풍, 비, 폭풍우를 일으키고 바다에서 땅을 만들 수 있다.

### 인도네시아

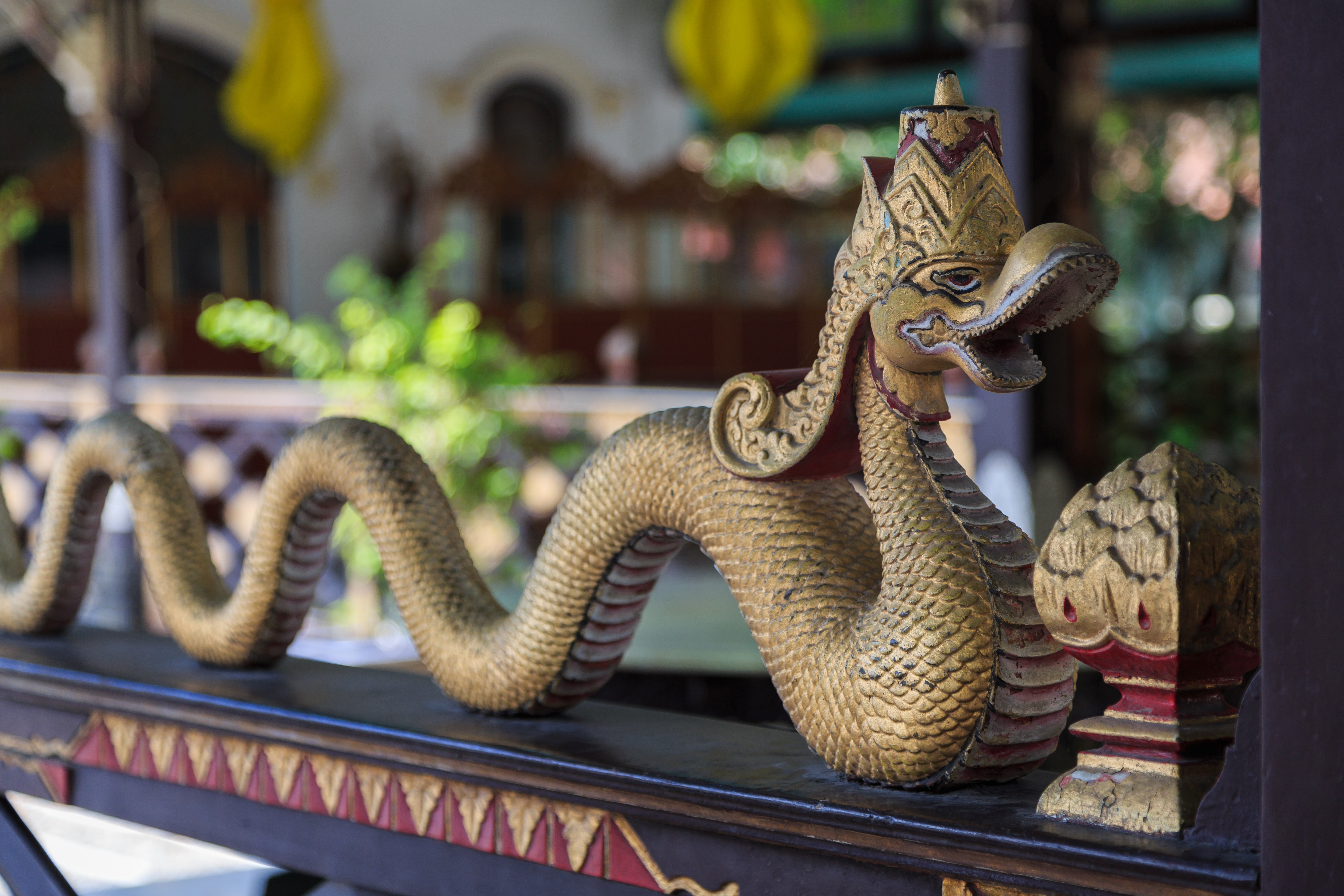
케라톤 욕야카르타의 왕관을 쓴 황금 나가 목조각.

자와, 순다, 발리 문화에서 인도네시아의 나가는 왕관을 쓰고 때로는 날개가 달린 거대한 마법 뱀으로 묘사된다. 이는 시바-힌두교 전통에서 유래하여 자바의 애니미즘과 결합된 것이다. 인도네시아의 나가는 주로 인도의 전통에서 유래하고 영향을 받았으며, 신성한 뱀에 대한 토착 애니미즘 전통과 결합되었다. 산스크리트어로 나가(nāga)는 문자적으로 뱀을 의미하지만, 자바에서는 일반적으로 물과 풍요와 관련된 뱀신을 지칭한다. 보로부두르에서는 나가가 인간의 모습으로 묘사되지만, 다른 곳에서는 동물의 형태로 묘사된다.
대략 9세기경 중앙 자바의 초기 묘사들은 코브라의 이미지를 기반으로 한 인도 나가와 매우 유사했다. 이 시기에는 나가-뱀들이 요니-링감의 물줄기를 지탱하는 거대한 코브라로 묘사되었다. 나가 조각의 예는 프람바난, 삼비사리, 이조 사원, 자위 사원을 포함한 여러 자바 인도네시아의 찬디에서 찾을 수 있다. 동 자바의 페나타란 사원 단지에는 찬디 나가(Candi Nāga)가 있는데, 이는 살찐 나가들을 들고 있는 힌두-자바 카리아티드가 있는 특이한 나가-사원이다.

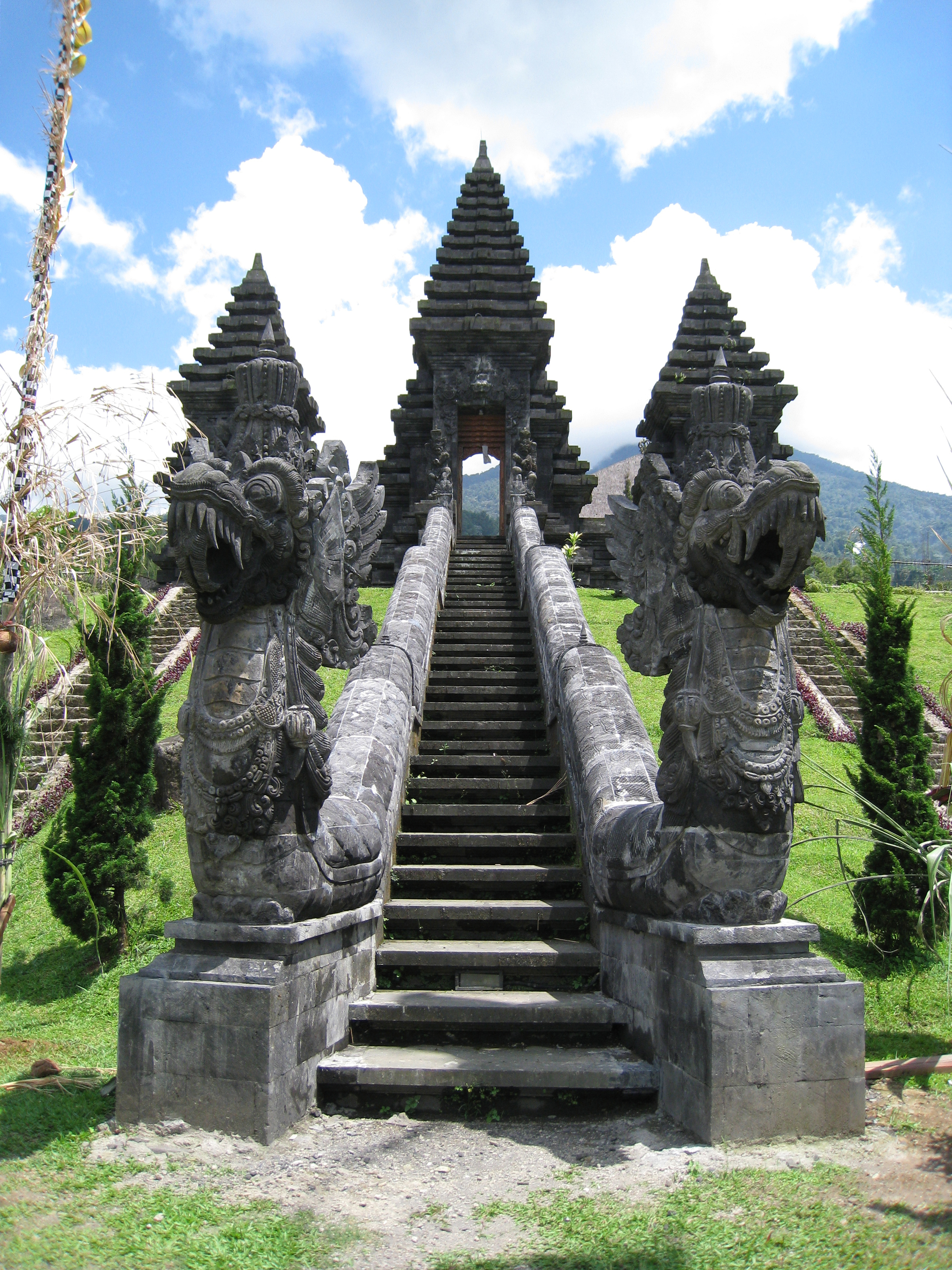
푸라 자갓카르타 계단 입구를 둘러싼 왕관을 쓴 나가.

그러나 15세기 이후의 묘사는 중국 용의 이미지에 약간 영향을 받았지만, 중국 용과는 달리 자바와 발리 나가는 다리가 없다. 나가들은 힌두 시대 인도네시아에서 이슬람이 도입되기 전까지 흙과 물의 하급 신으로 널리 퍼져 있었다.
발리 전통에서 나가들은 종종 가루다들과 싸우는 것으로 묘사된다. 정교하게 조각된 나가들은 발리 사원, 우붓 원숭이 숲, 그리고 욕야카르타의 타만 사리에서 발견되는 것처럼 다리나 계단의 계단 난간으로 발견된다.
와양 연극 이야기에서, 상향 아난타보가 또는 안타보가라는 뱀 같은 신(나가)은 지구의 깊은 곳에 있는 수호신이다. 나가는 지구의 지하 또는 명계를 상징한다.

### 라오스
나가 (라오어: ພະຍານາກ)는 라오스에 걸쳐 있는 메콩강 또는 그 지류에 산다고 믿어진다. 라오스 신화는 나가들이 비엔티안의 보호자이며, 나아가 라오스 국가의 보호자라고 주장한다. 나가와의 연관성은 아누웡 통치 기간 및 그 직후에 가장 명확하게 드러났다. 이 시기의 중요한 시인 산 르업파순 (라오어: ສານລຶພສູນ)은 나가와 가루다를 각각 라오스와 태국을 상징하는 것으로 사용하여 라오스와 태국 간의 관계를 은밀하게 논한다. 나가는 라오스 도상학에 광범위하게 포함되어 있으며, 비엔티안뿐만 아니라 라오스 전역의 문화에서 두드러지게 나타난다.

### 태국
파야 낙 또는 파야 나가(태국어: พญานาค; RTGS: phaya nak; 직역: '나가왕', phaya는 높은 귀족을 의미하는 몬족에서 유래) 또는 낙카랏 (태국어: นาคราช; 직역: '나가왕')은 태국 신앙에서 나가는 물의 수호자로 여겨진다. 나가는 수역이나 동굴에 산다고 믿어진다. 널리 알려진 전설에 따르면, 태국 북동부와 라오스의 메콩강은 두 명의 나가라자가 그 지역을 미끄러지면서 메콩강과 인근 난강을 만들었다고 한다. 메콩강은 오랫동안 강에 사는 나가들이 만들었다고 믿어져 온 설명할 수 없는 화구 현상과 동의어이다. 이들의 목격에 대한 일반적인 설명은 길고 붉은 볏을 가진 산갈치과 어종으로 돌려졌으나, 이들은 오직 해양에 서식하며 보통 깊은 수심에 산다.
2022년 11월, 태국 정부는 태국 문화와 전통을 홍보하고 국가의 문화 자본을 증대하여 창조 경제를 이끌기 위해 나가를 태국의 국가 상징으로 선언했다. 나가스는 태국 국민과 오랜 신앙적 유대 관계를 가진 신화 속 생물이며, 국가 상징으로 지정된 것은 태국 문화를 보존하고 홍보하는 데 중요한 단계이다. 국립문화위원회와 태국 미술국은 태국인의 신앙과 전통을 정확하게 나타내는 나가 원형 이미지를 개발했다. 원형 이미지는 각기 고유한 색을 지닌 네 가지 나가 가족과 불교 및 태국 왕실과 관련된 가장 큰 나가인 낙 바수키 (태국어: นาควาสุกรี)를 특징으로 한다. 나가는 또한 물과 풍요의 상징이자 불교의 수호자로 믿어진다.
물과 모든 것이 강하게 연결되어 있기 때문에, 태국 신앙에서 나가들은 비를 조절하는 역할도 한다. 낙 하이 남 (태국어: นาคให้น้ำ; 직역: 나가 물을 주다) 개념은 연간 강우량 예측에 사용된다. 이 개념은 오늘날에도 여전히 실행되고 있으며, 특히 왕실 쟁기 의식에서 두드러진다. 예측은 1 낙 하이 남 (1 나가 물을 주다); 즉 그 해에 풍부한 강우가 예상된다는 의미부터 최대 7 낙 하이 남 (7 나가 물을 주다); 즉 그 해에 충분한 강우가 없을 수도 있다는 의미까지 다양하다.
태국 북부의 싱하나바티 왕국은 나가들과 강한 연관을 가지고 있었다. 이 왕국은 나가들의 도움으로 건설되었다고 믿어졌으며, 따라서 나가들은 왕실에서 매우 존경받았다. 한동안 이 왕국은 요녹 나가 라지(직역: 요녹 나가라자)로 이름이 변경되었다.
나가는 또한 태국에서 많이 숭배된다. 불교 사원과 궁전은 종종 다양한 나가들로 장식되어 있다. 나가라는 용어는 태국 건축 용어에도 자주 나타나는데, 낙 사둥(나크사둥, 나가와 유사한 구조를 특징으로 하는 외부 지붕 장식 요소)과 낙 탄(나크탄, 나가 모양의 코벨)이 있다. 더욱이 나가는 때때로 의학과도 연관되어 있다. 나가 바수키는 사무드라 만타나 전설에 등장하는데, 여기서 단반타리(아유르베다의 신)와 암리타(영원한 생명의 묘약)는 우유의 바다에서 휘저어져 나왔다. 나가는 또한 여러 의료 기관의 상징에서 아스클레피오스의 지팡이 또는 잘못되게 케뤼케이온의 뱀을 대체하여 발견될 수 있다. 스리나카린위로트 대학교 의과대학의 이전 문장과 태국 의과대학생 협회의 문장은 뱀 대신 나가가 있는 케뤼케이온을 사용하는 몇 가지 주목할 만한 예이다.

#### 민속
태국 민속은 파야 나가들을 불교와 힌두교 우주론에 묘사된 초자연적인 힘을 가진 반신적인, 반생명체로 여긴다. 우돈타니주 반둥군에 위치한 "캄차노드숲" (ป่าคำชะโนด; RTGS: Pa Khamchanot)은 태국 전역에서 높은 존경과 두려움을 받고 있으며, 인간계와 저승 사이의 교차로로 자주 묘사되고 많은 유령이 출몰하는 장소로 알려져 있지만, 더 자주 나가의 고향으로 여겨진다.
샨족 민속에 따르면 남조 (왕국)(현재는 중국 남부와 8, 9세기 동남아시아에 걸쳐 있었으며, 현재의 윈난성을 중심으로 함)의 나가들은 얼하이호에 살았으며 메콩강의 창조자이다. 중국에서 나가는 일반적으로 용으로 더 많이 간주된다.

#### 외모
많은 사람들, 특히 이산(태국 북동부 지역)에서는 나가들이 강이나 호수에서 발생하는 비정상적인 파도 현상의 원인이라고 믿는다. 또한 뱀처럼 생긴 반신반인들이 자동차 후드나 집 벽에 자국을 남긴다고도 자주 주장된다.
경찰관도 나가와 접촉했다고 주장했지만, 이 접촉의 함의는 철저히 설명되지 않았다.
이러한 현상을 설명하기 위해, 쭐랄롱꼰 대학교 과학부의 과학자들과 연구원들은 이러한 겉으로 보기에 초자연적인 현상들을 물의 정상파에 기인한다고 설명하며, 파야 나가의 존재는 스코틀랜드의 네스호의 괴물이나 캐나다의 오고포고에 대한 믿음과 유사하며, 파야 나가의 뱀 같은 흔적들은 인간에 의해 위조되었을 가능성이 매우 높다고 주장한다.

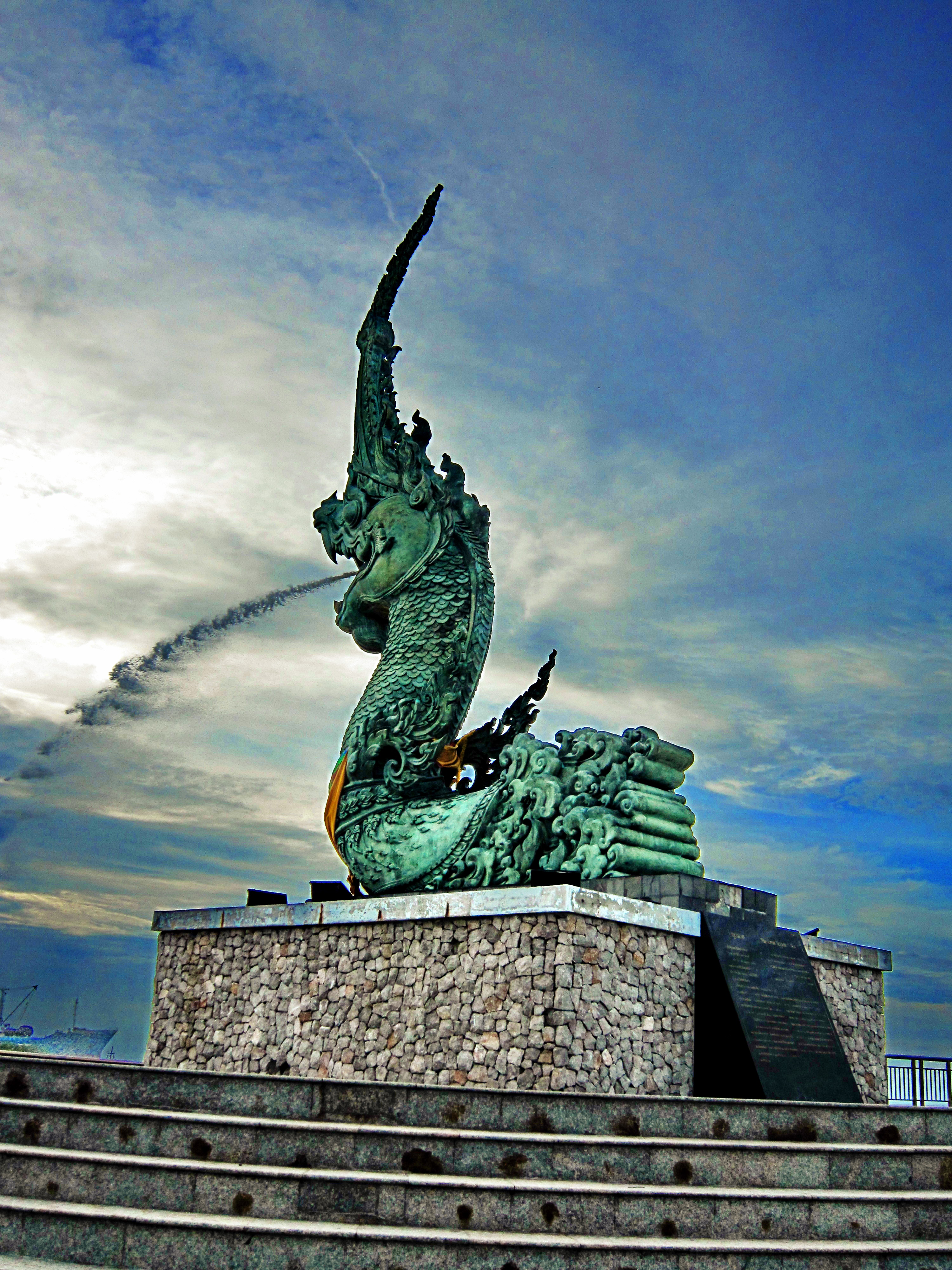
송클라주의 나가 조각상 머리.
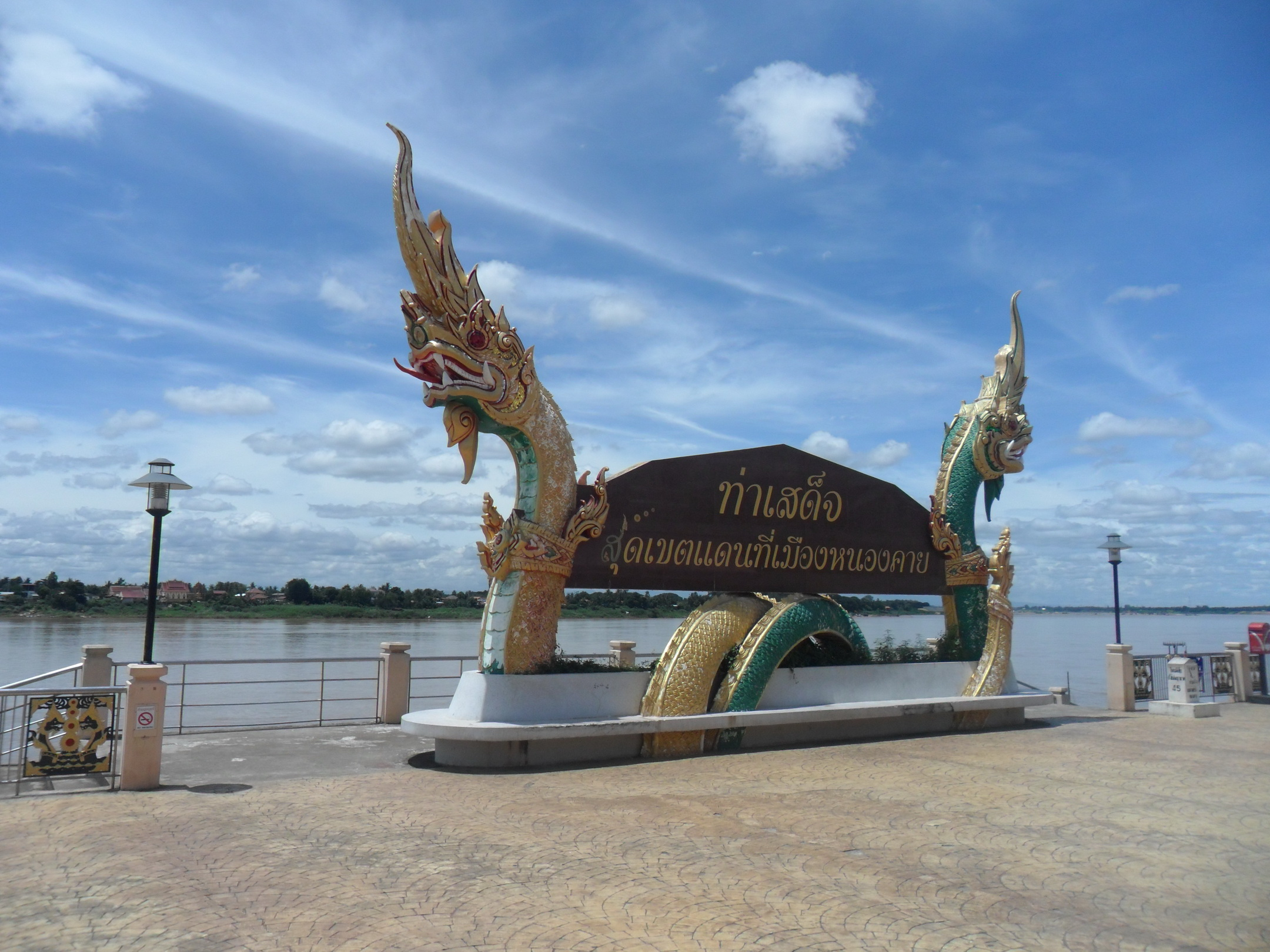
농카이주 메콩강 옆에 나가 간판: 나가들과 메콩강은 지역 신앙에서 강하게 연관되어 있다.
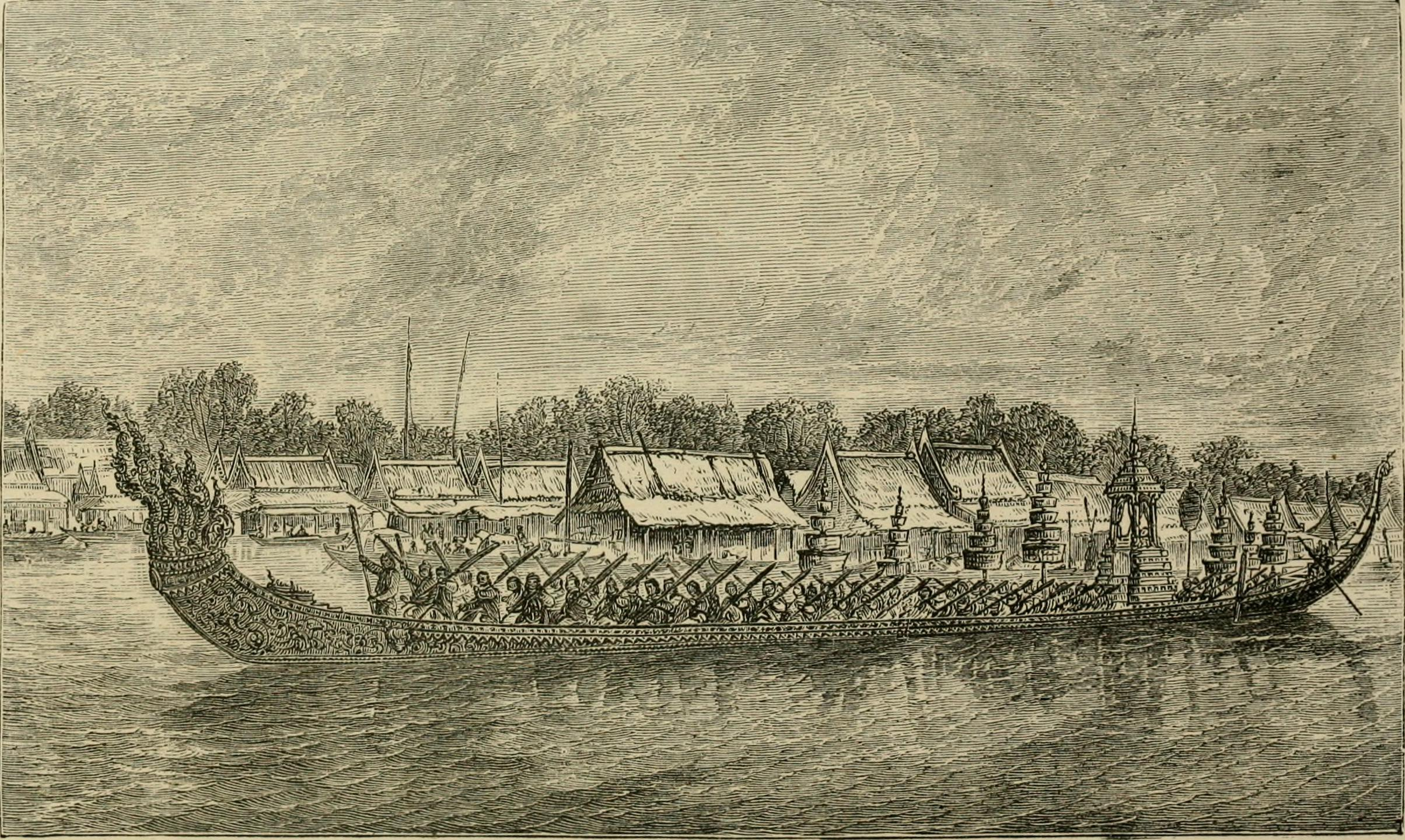
아난타낙카랏 어선, 1873년 삽화.
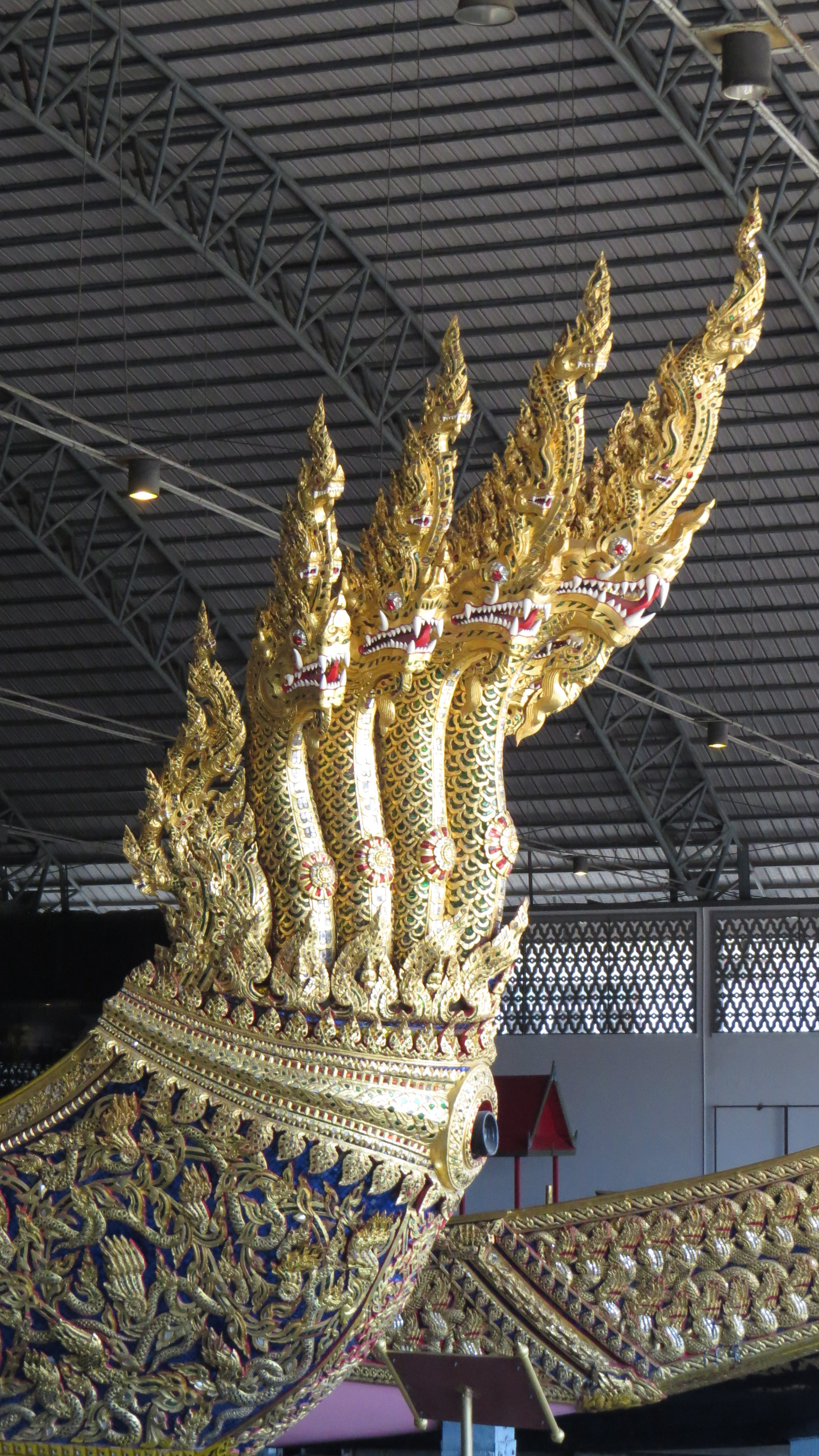
방콕 국립 어선 박물관의 아난타낙카랏 어선.
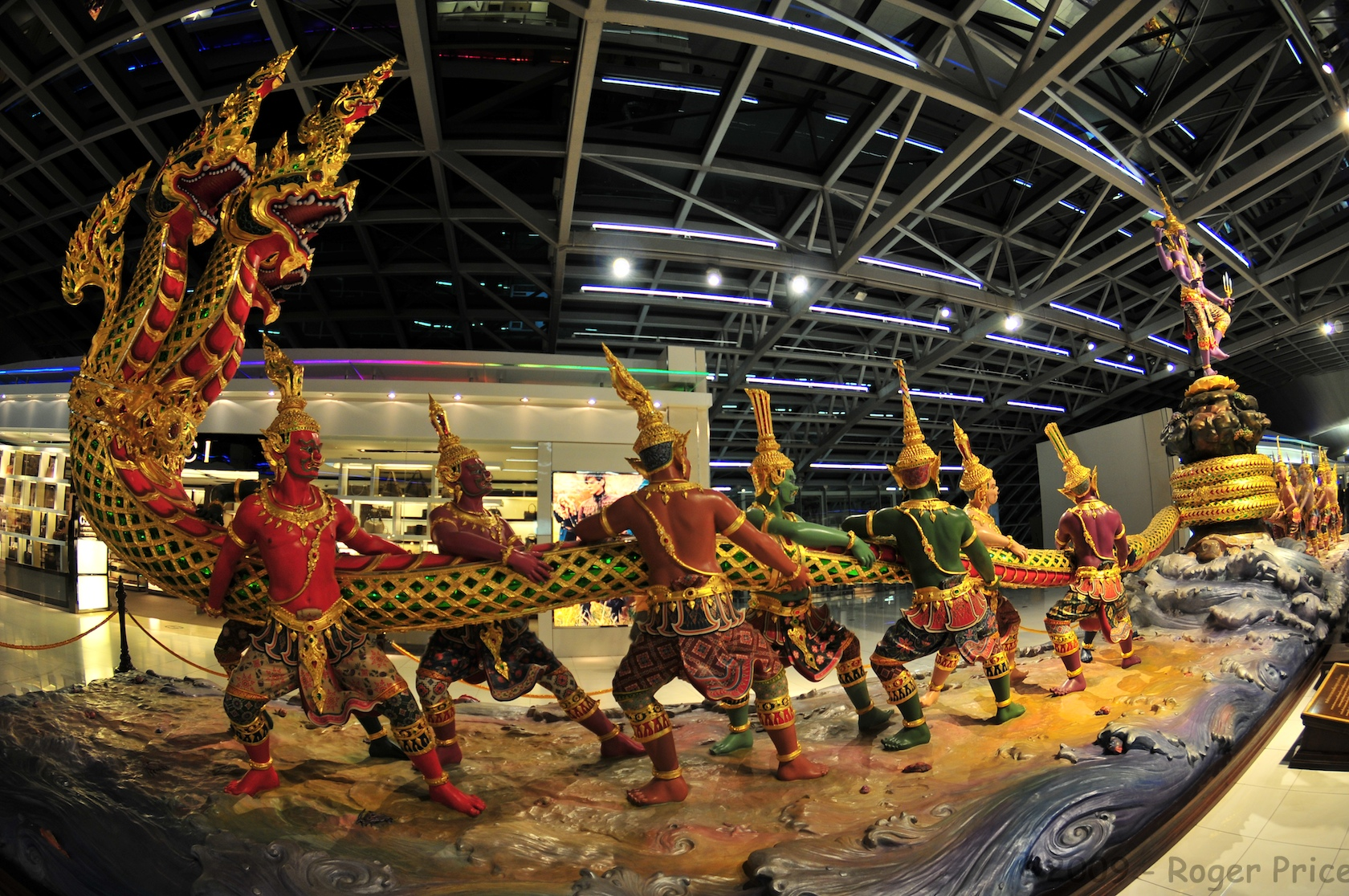
수완나품 공항의 나가 조각상.
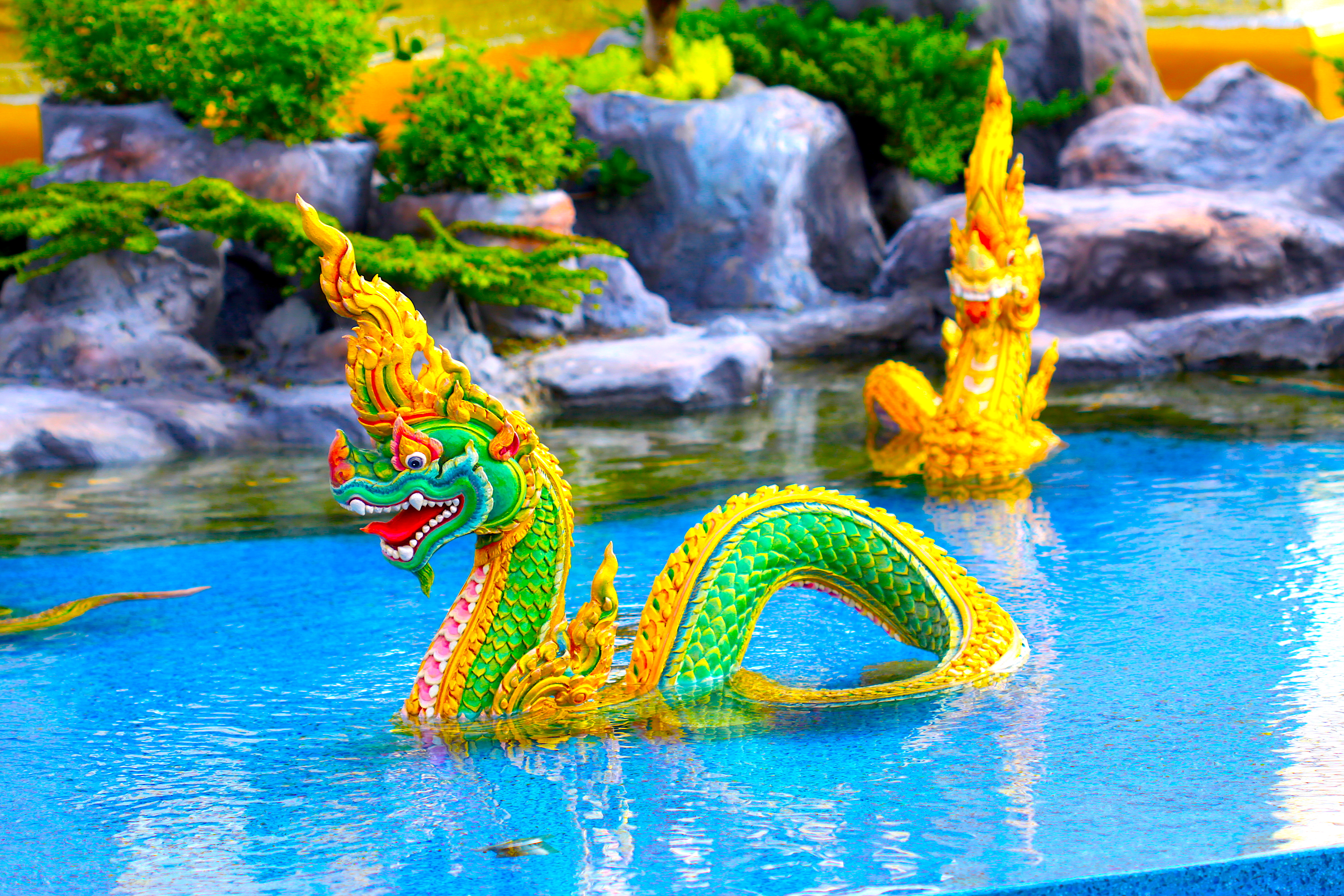
푸미폰 아둔야뎃 국왕의 왕실 화장터에 있는 힘마판 동물 나가.
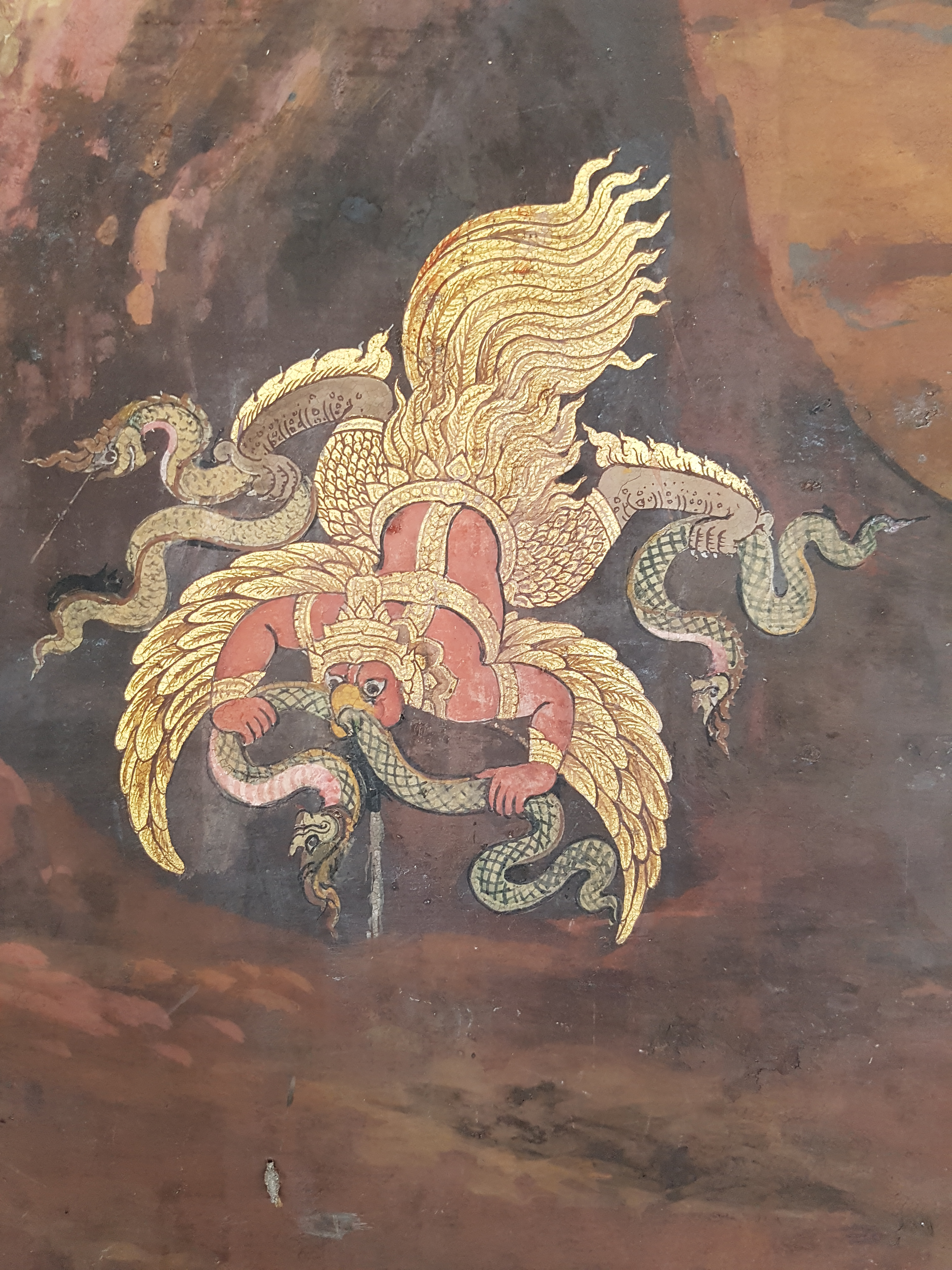
왓 프라깨오의 가루다가 나가를 잡아먹는 모습.

### 말레이시아
말레이 및 오랑 아슬리 전통에서 파항에 위치한 치니 호수는 스리 구뭄이라는 나가의 고향이다. 전설에 따라, 그녀의 전임자 스리 파항 또는 그녀의 아들이 호수를 떠나 나중에 스리 켕보자라는 나가와 싸웠다. 켕보자는 캄보디아의 말레이어 이름이다. 그곳의 나가 전설처럼, 치니 호수에는 고대 제국에 대한 이야기가 있지만, 이 이야기는 나가 전설과 연결되어 있지 않다.

### 필리핀

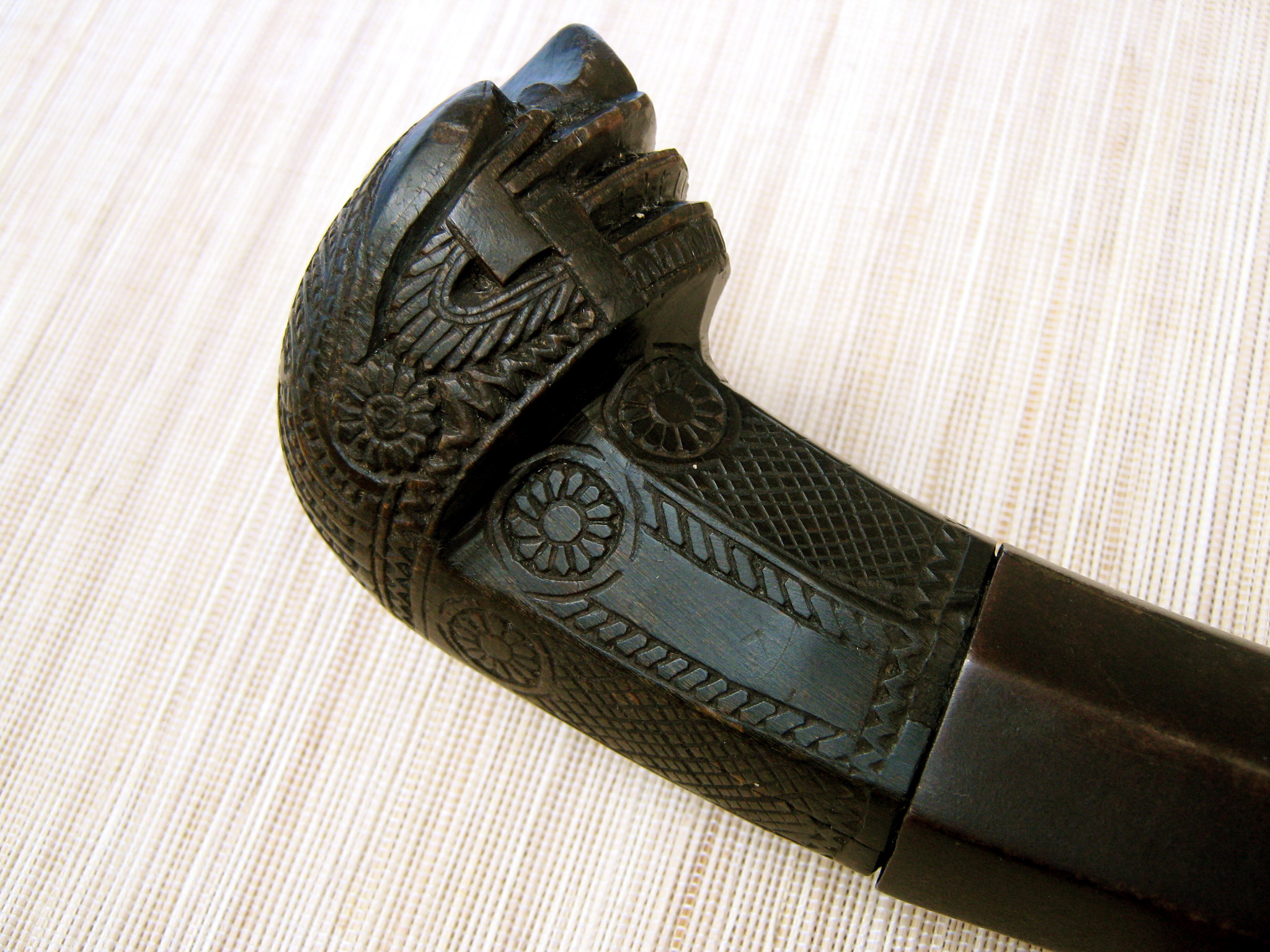
비사얀 (파나이) 테네그레 검의 바쿠나와 검자루 클로즈업.

필리핀 신화에 나오는 뱀 같은 달을 먹는 생물인 토착 바쿠나와는 나가와 혼합되었다. 이것은 일식, 지진, 비, 바람의 원인으로 여겨진다. 바쿠나와의 움직임은 고대 필리핀인들에게 지상학적 역법 체계 역할을 했으며, 바바일란의 샤머니즘 의식의 일부였다. 이것은 일반적으로 특징적인 고리 모양의 꼬리를 가진 것으로 묘사되며, 바다, 하늘, 또는 명계에 산다고 다양하게 믿어졌다.
그러나 바쿠나와는 힌두 신화의 라후와 케투, 즉 일식의 나바그라하와도 혼합되었을 수 있다.

## 예시
- 셰샤, 그 위에 비슈누가 요가 니드라(아난타샤야나)에 있다.[75]
- 안타보가, 인도네시아의 자바 및 발리 신화에 나오는 세계 뱀으로, 등에 세계가 놓여 있는 세계 거북 바다왕을 창조했다.
- 아팔라라, 불교 신화의 나가
- 바쿠나와, 필리핀 신화에 나오는 용으로, 종종 거대한 바다뱀으로 묘사된다. 나가스는 카팜팡안족의 다신론적 신앙에도 존재한다. (참조: 필리핀 신화의 신들)
- 칼리야, 크리슈나에게 정복된 뱀
- 카르코타카, 인도 신화에 나오는 나가 왕으로 날씨를 조절하며, 니샤다 왕국 근처 숲에 살면서 인드라의 요청으로 날라를 물었다.
- 파라바탁샤, 그의 검은 지진을 일으키고 그의 울음소리는 천둥을 일으킨다.
- 마나사, 나가의 힌두 여신이자 뱀독 치료의 여신이며 바수키의 여동생
- 무찰린다, 불교에서 깨달음 이후 고타마 붓다를 자연의 요소들로부터 보호했던 나가
- 파항주에 있는 담수호 치니 호수에 사는 나가 스리 구뭄
- 파드마바티, 나가 여왕이자 다라넨드라의 동반자
- 슈웨 나바이(나가 메다우), 미얀마 애니미즘 신화에 나오는 여신 또는 낫 정령으로, 나가와 결혼하여 그가 떠난 후 상심으로 죽었다고 믿어진다.
- 탁샤카, 나가들의 왕이자 칸다바숲의 통치자
- 인도 서사시 마하바라타에 나오는 아르주나의 아내인 울루피
- 바수키, 나가들의 왕이자 시바의 목을 감고 있는 자[76]로, 사무드라 만타나 (우유 바다 휘젓기)에서 만다라산을 끌어당기는 밧줄 역할을 하여 암리타 (불멸의 꿀)를 방출하는 데 도움을 주었다.
- 유롱, 중국 고전 소설 서유기에 나오는 서해용왕으로, 현장과 함께 여행을 마친 후 나가가 된다.

## 대중문화
틀:대중문화

### 영화 및 텔레비전
- 볼리우드 영화 중 여성 나가를 다룬 여러 편이 있다. 나긴 (1954), 나긴 (1976), 나기나 (1986), 니가헨 (1989), 자니 두쉬만: 아노키 카하니 (2002), 히스 (2010) 등이 있다. 나가스는 또한 나긴 (2007-2009), 나긴 (2015), 아두리 카하니 하마리 (2015-2016)와 같은 텔레비전 시리즈에도 등장한다.
- 1998년 영화 정글 보이에서 나가는 거대한 코브라 (뱀) 신으로 묘사되는데, 그는 순수한 마음을 가진 자에게는 모든 언어를 이해하는 능력을 부여하고, 그렇지 않은 자에게는 다른 방식으로 벌을 준다.
- 1999년 텔루구어 영화 데비에서 프레마가 연기한 나기니는 뱀 형태로 있을 때 자신을 구한 여성을 보호하기 위해 지구로 온다. 그녀는 결국 인간과 사랑에 빠진다.
- 나가는 애니메이션 시크릿 새터데이즈의 적대자이다. 그들은 고대 수메르의 크립티드 쿠르를 섬겼으며, 자크 새터데이가 쿠르의 환생이라는 것을 안 후 그를 어둠의 길로 밀어 넣으려 했으나, 결국 V. V. 아고스트가 자신의 쿠르 능력을 얻자 그를 섬겼다.
- 많은 라콘(태국 텔레비전 연속극)은 파야 나가 전설을 기반으로 하는데, 2008년의 푸트 매 남 콩(ภูติแม่น้ำโขง),[77] 2013년의 마니사와트(มณีสวาท),[78] 또는 2016년의 나키(นาคี) 등이 있다.[79]
- 파야 나가에 대한 탐사는 사이파이 (이전에는 Sci-Fi 채널) 시리즈의 데스티네이션 트루스 시즌 1 (에피소드 02)에서 다뤄졌다.[80]
- 2021년 영화 라야와 마지막 드래곤의 용들은 파야 나가들을 기반으로 한다.
- 2021년 애니메이션 영화 배트맨: 소울 오브 더 드래곤에는 나가라는 뱀 신이 등장한다.
- 파키스탄 영화 나그 아우르 나긴 (2005)과 같은 영화에 등장한다.

### 문학
- 나가는 N. D. 윌슨의 애시타운 장례식 시리즈 네 번째 책인 《고요한 종》에 등장한다.
- 일본 애니메이션 및 만화 시리즈 슬레이어즈(1989)에는 서펜트의 나가라는 주요 등장인물이 있다(1990년 소개).
- J. K. 롤링의 위저딩 월드에서 내기니는 해리 포터 시리즈에 나오는 볼드모트 경의 호크룩스 중 하나이자 2018년 영화 신비한 동물들과 그린델왈드의 범죄에 나오는 말레딕투스, 즉 혈액 저주를 지닌 존재이다. 그녀의 저주는 그녀가 뱀으로 변했다가 인간으로 돌아올 수 있게 하지만, 결국 뱀의 형태가 영구적으로 된다.
- 피어스 앤서니의 크산스 시리즈에서 나가들은 인간 머리를 가진 뱀 종족으로, 완전한 인간 형태와 뱀 형태(모든 종과 크기의 뱀 포함) 사이를 변형할 수 있다.
- 로버트 E. 하워드의 초기 야만인 코난 이야기 중 하나인 《그릇 안의 신》에서 제목의 신은 나가와 유사한 생물일 수 있다.

### 게임
- "나가"는 이브 온라인의 T1 배틀 크루저 이름이다. 길고 가는 선체로 묘사되며 장거리 공격에 사용된다.
- 나가들은 던전 & 드래곤 롤플레잉 게임에 등장하며, 인간 머리를 가진 거대한 뱀으로 묘사된다.
- 나가는 블리자드 엔터테인먼트의 여러 프랜차이즈에 등장한다. 워크래프트에서 그들은 다리 대신 뱀 같은 꼬리를 가진 고대 나이트 엘프로 묘사되며, 비늘이나 지느러미와 같은 다른 뱀 또는 수생 특징을 가지고 있다. 나가스는 고대 나이트 엘프가 옛 신들에 의해 변형되면서 생겨났다. 그들의 여왕 아즈샤라는 반신반인으로 묘사된다. 디지털 카드 게임 하스스톤은 2022년 5월 10일에 전장 게임 모드에 나가를 하수인 유형으로 통합했다.[81]
- 나가는 웨스노스 전쟁에도 등장하며, 인어족의 뱀 같은 상대방으로 묘사되고 종종 그들의 적이다.
- 매직 더 개더링의 2014-2015년 블록은 타르키르 평면을 배경으로 하며, 두 팔이 있고 다른 부속지가 없는 강력한 독과 독에 능숙한 인간형 뱀인 나가를 특징으로 했다. 그들은 타르키르의 칸[82]과 개정된 운명[83] 세트에서 술타이 부족과 동맹을 맺었고, 타르키르의 용[84] 세트에서는 실룸가르 부족과 동맹을 맺었다.
- 나가는 히어로즈 오브 마이트 앤 매직 III의 유닛이다.
- 기가배시에는 플레이 가능한 생물 캐스트 중 하나로 이족 보행의 파야 나가에서 영감을 받은 괴수 라와가 등장한다.

## 갤러리

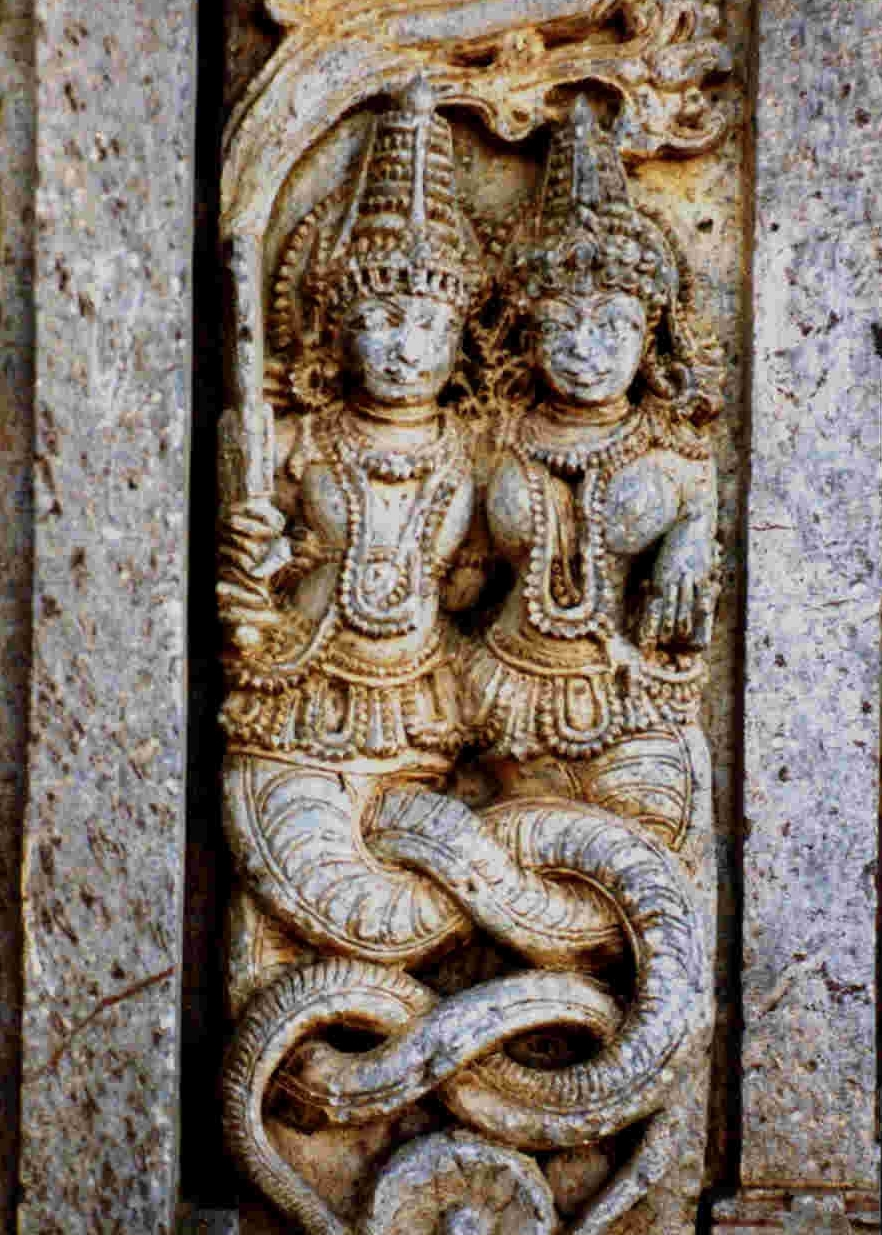
오디샤 부바네스와르의 나가와 나기니
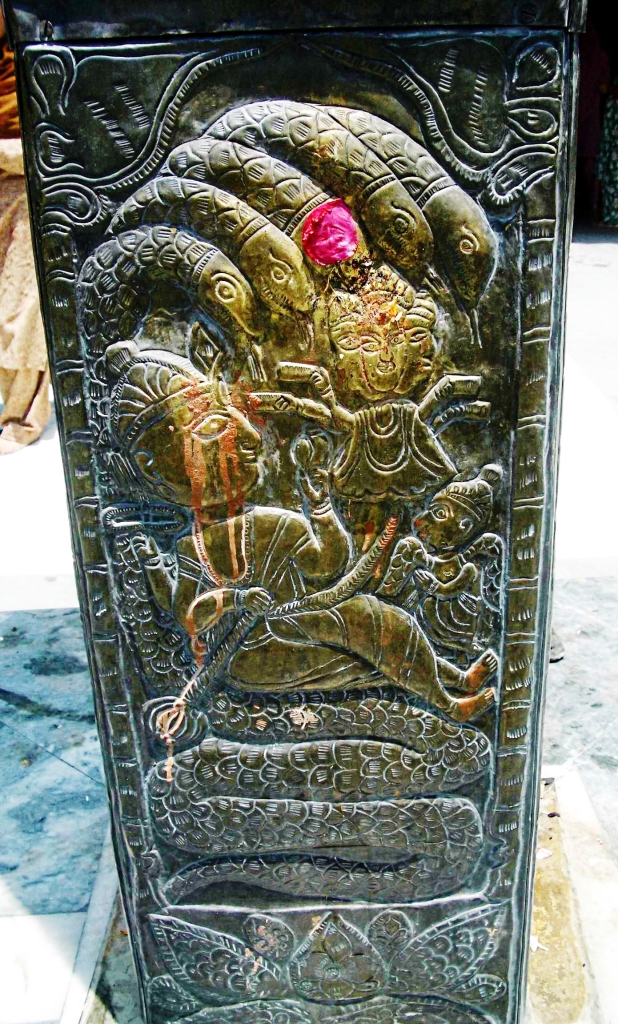
인도 히마찰프라데시 쿨루의 구리 기둥에 있는 나가
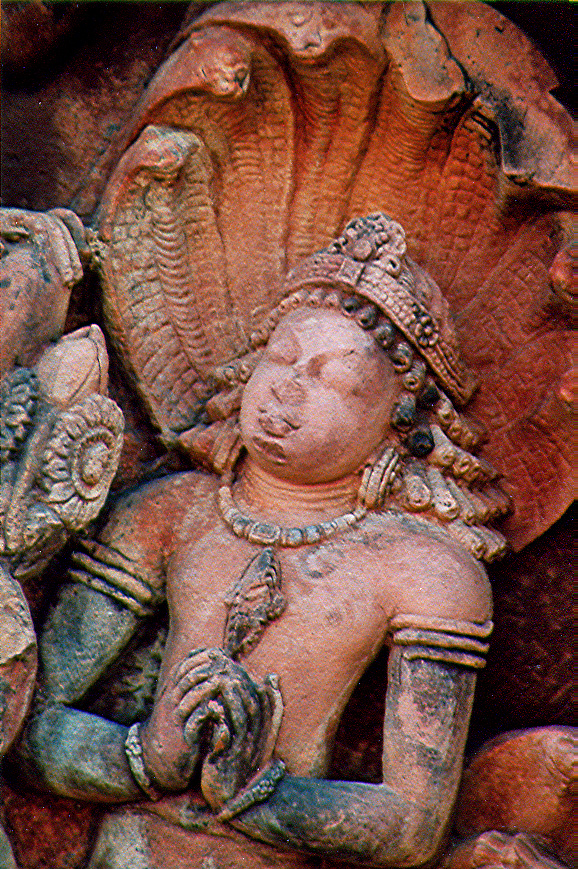
마디아프라데시 데오가르 사원의 안잘리 무드라에 있는 나가 왕
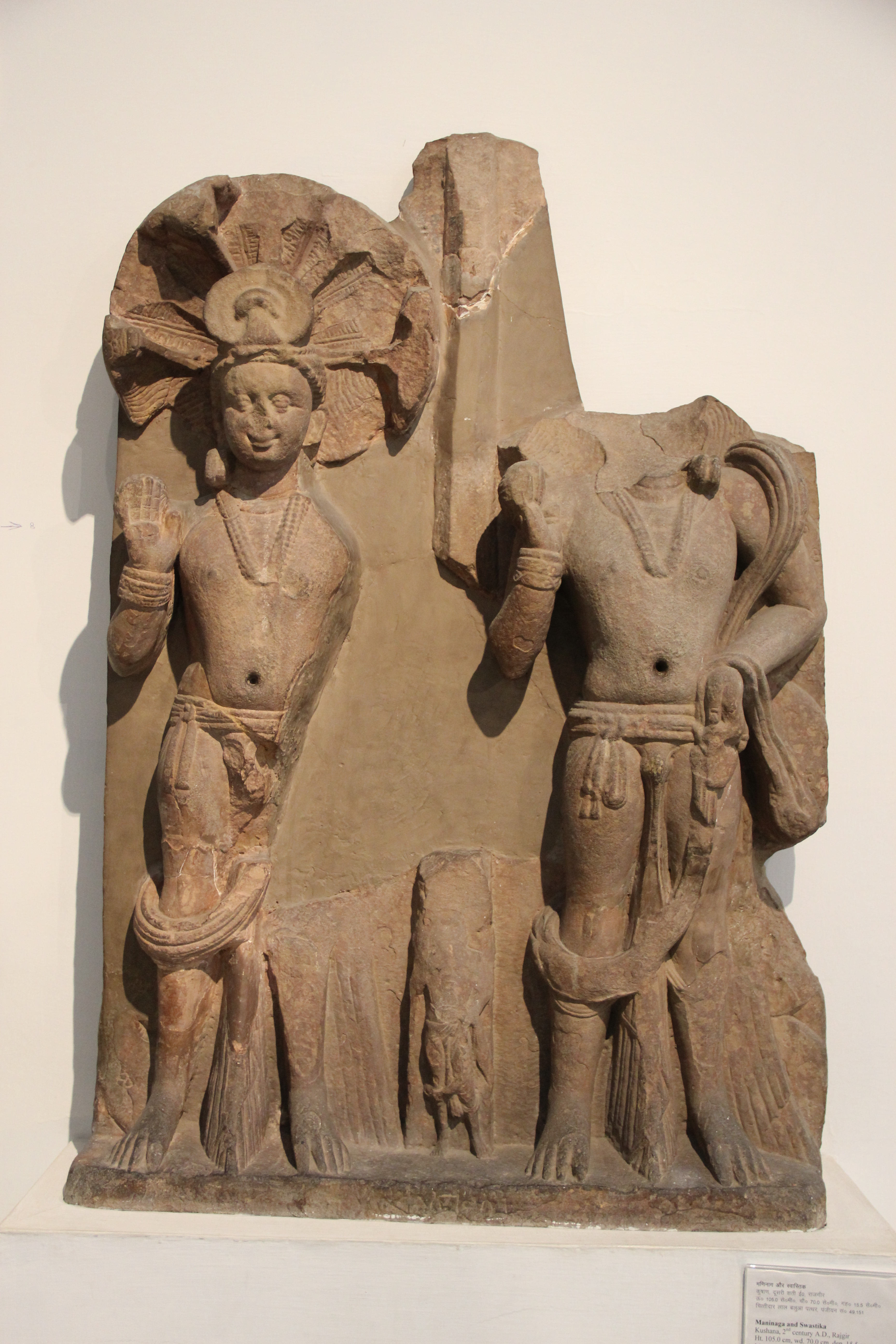
마니나가와 스바스티카. 쿠샨 시대, 서기 2세기, 비하르주 라즈기르
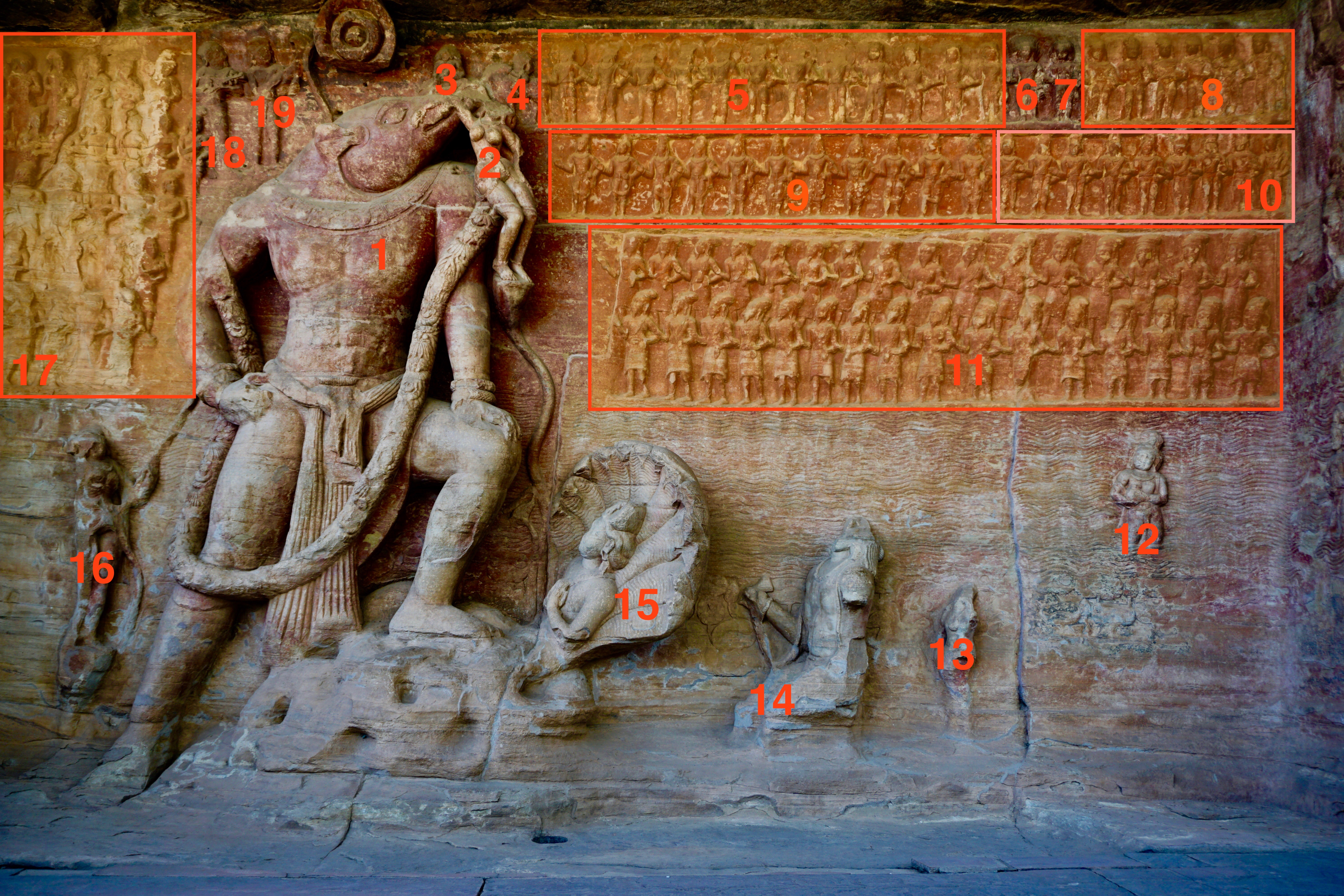
우다야기리 동굴 바라하 패널의 나가 (15번으로 표시)
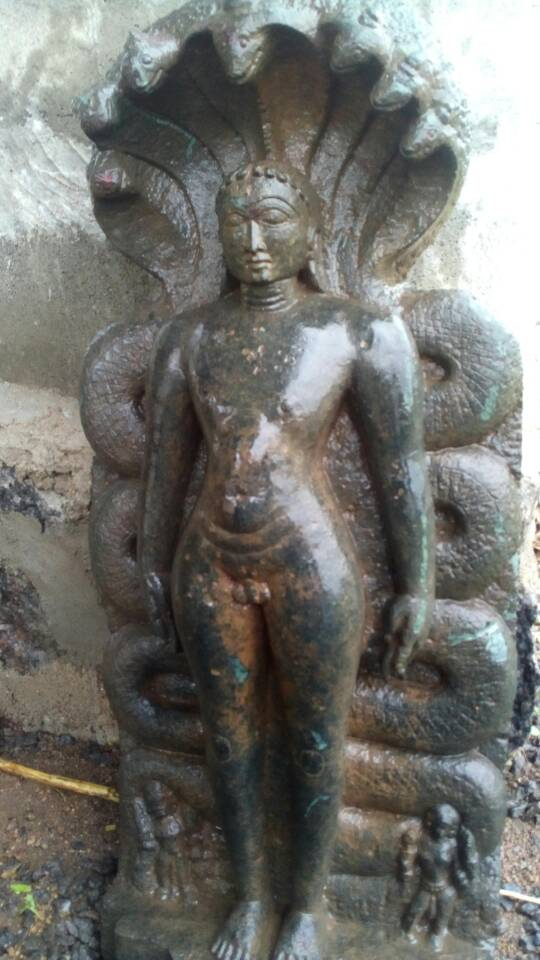
나가 후드 아래 서 있는 자이나교의 티르탕카라 파르슈바나타
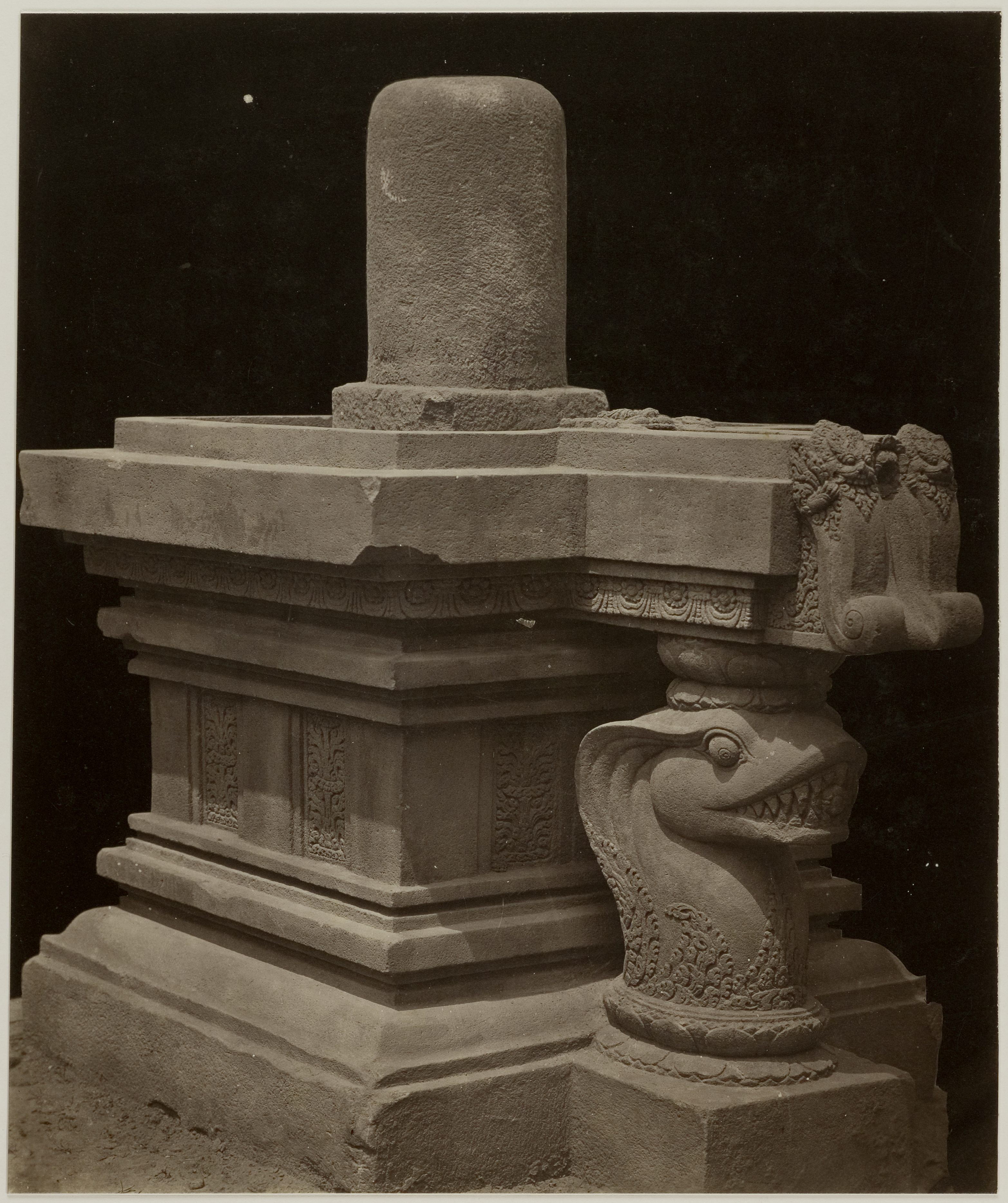
나가들이 지탱하는 요니-링감의 물줄기, 욕야카르타 자바, c. 9세기
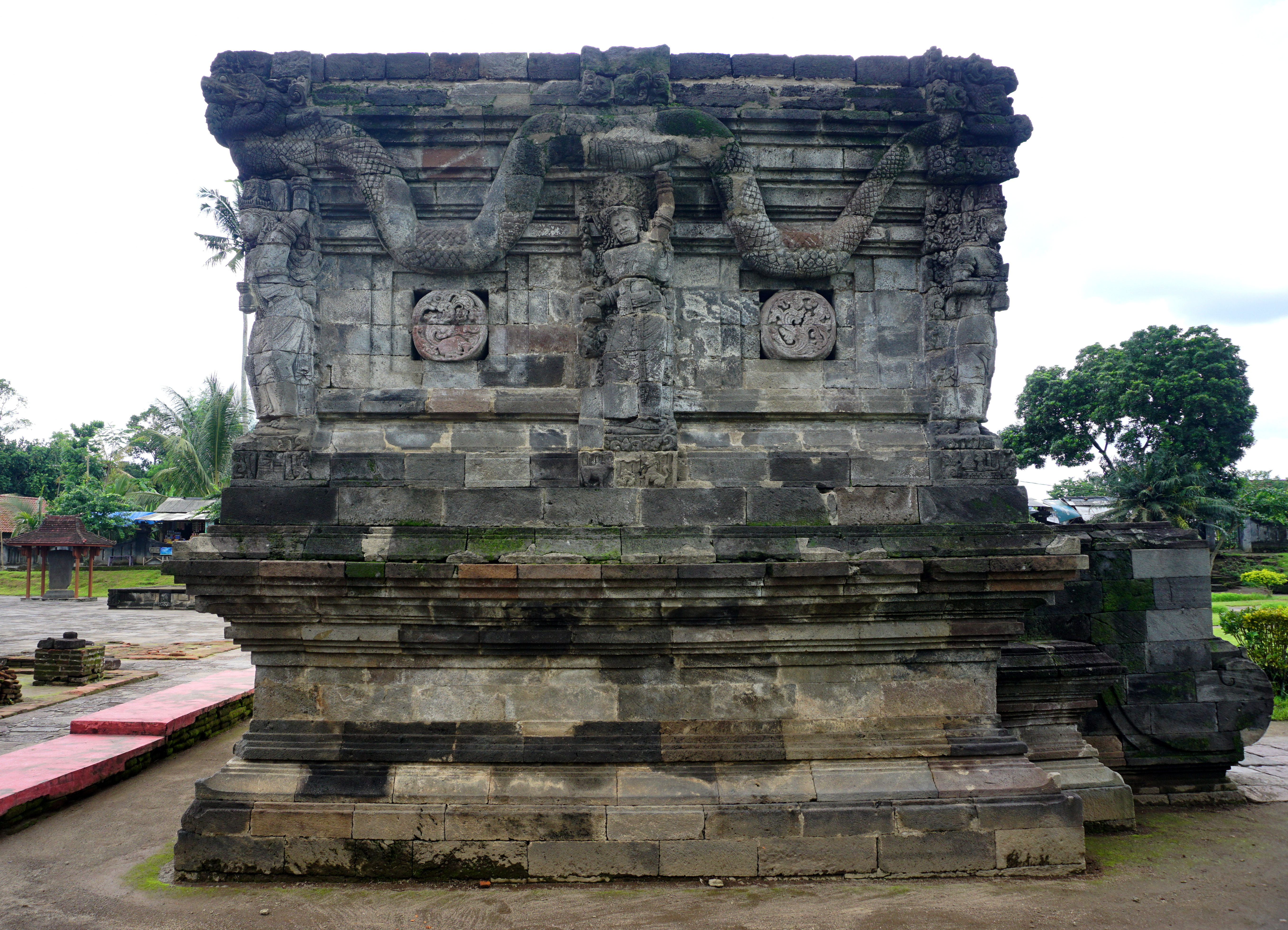
나가 사원, 동 자바 페나타란
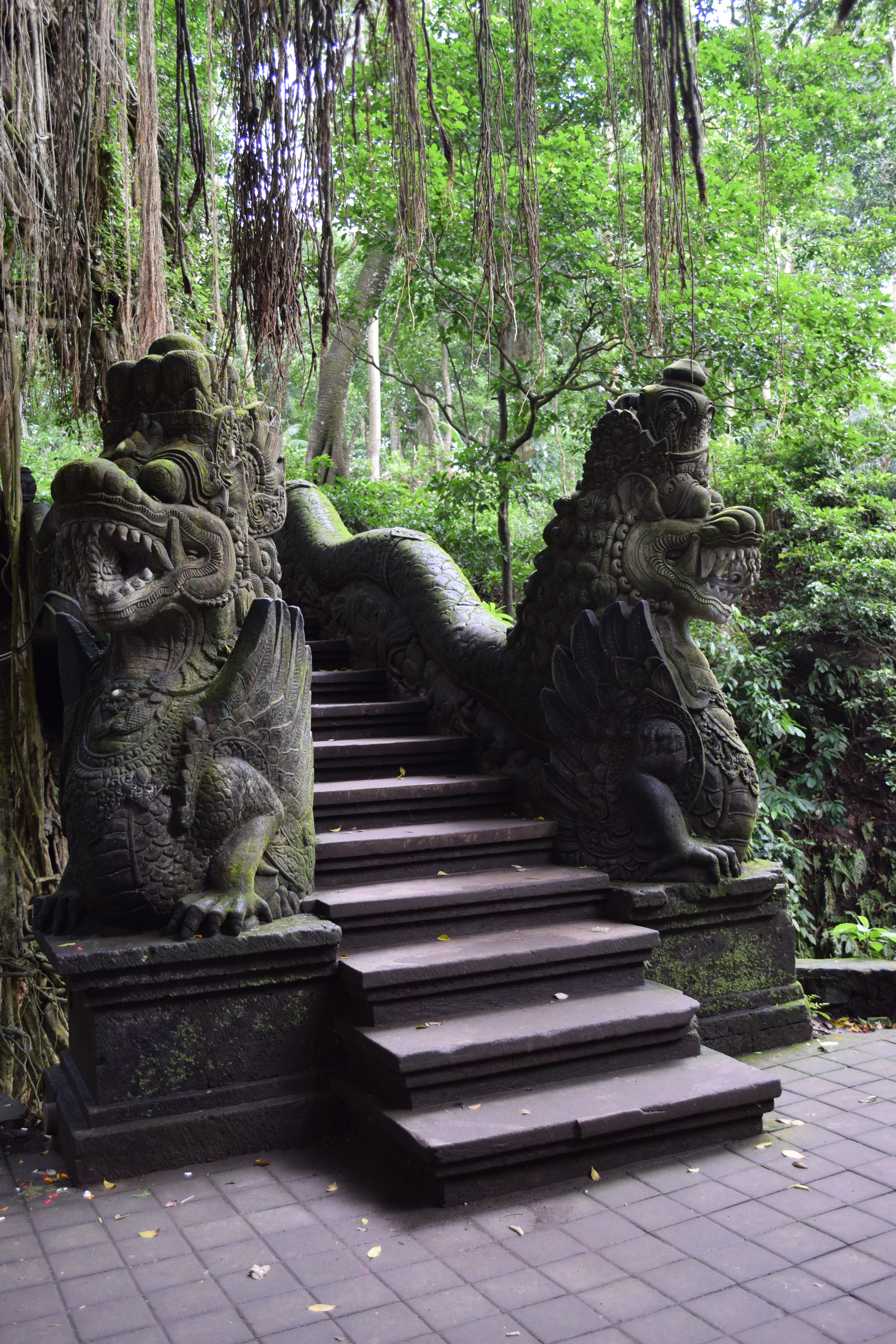
발리 우붓 원숭이 숲의 나가 다리
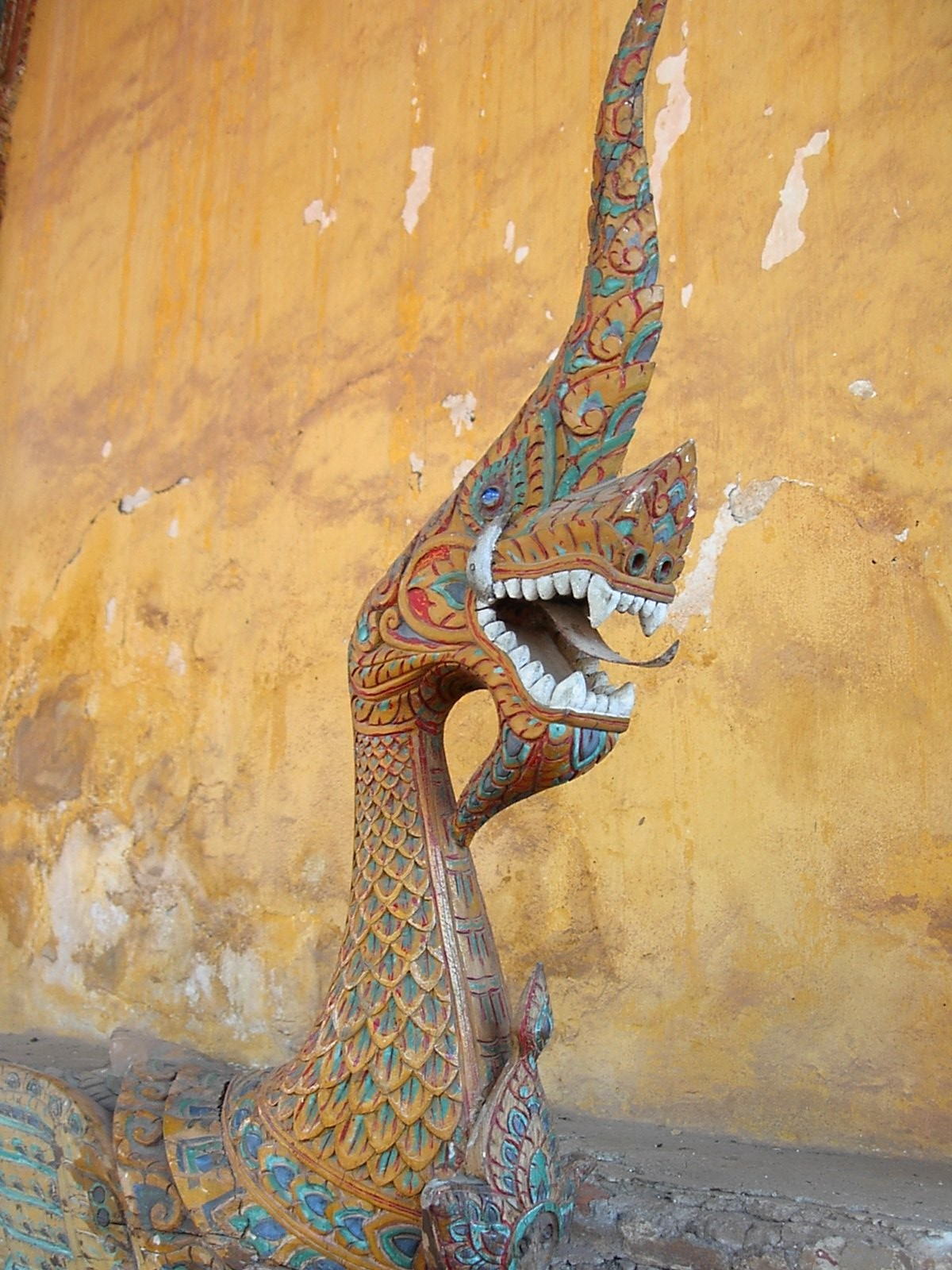
비엔티안 아누웡의 왓 씨사켓을 지키는 나가
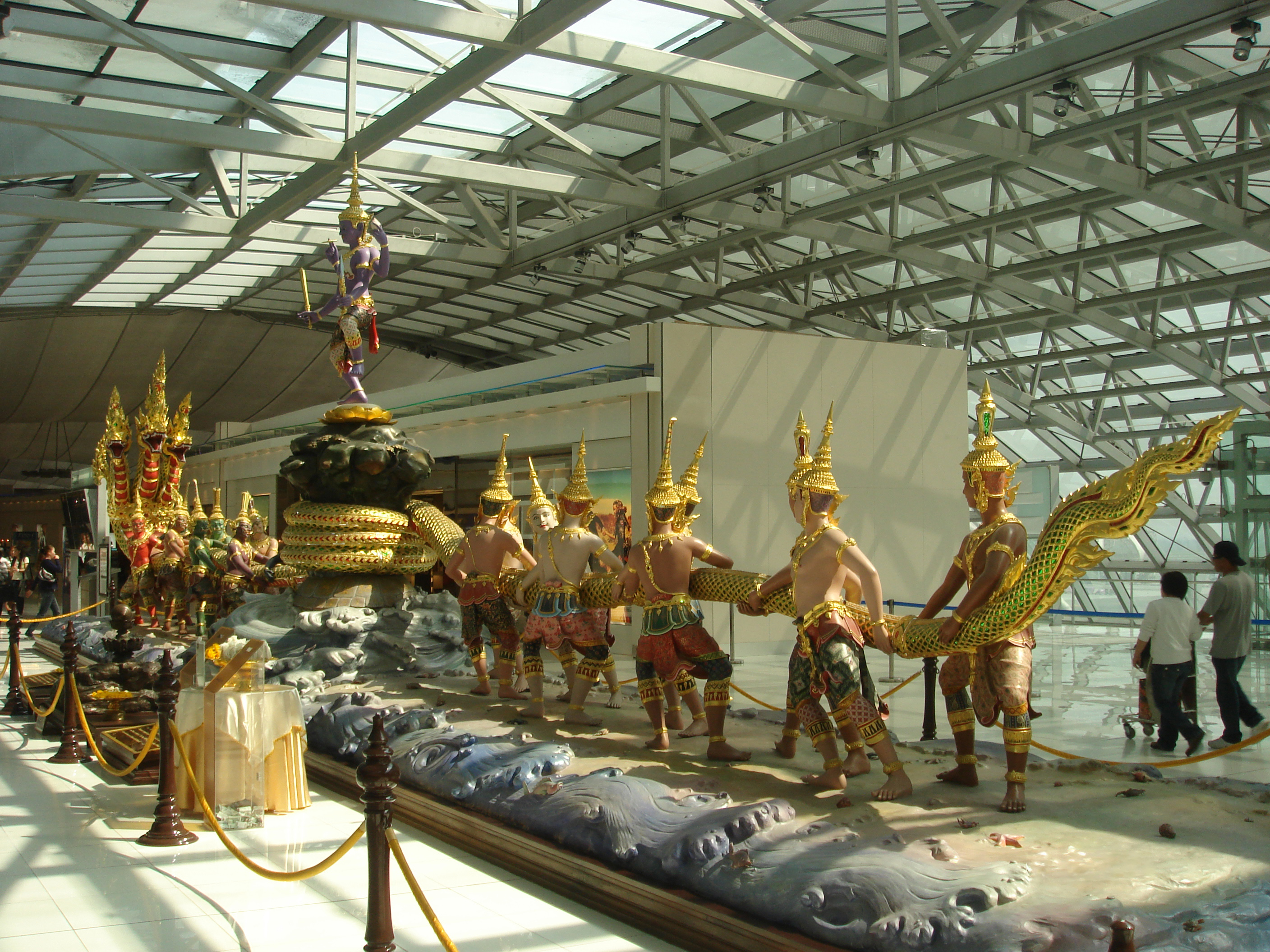
태국 방콕 국제공항의 세샤 나가
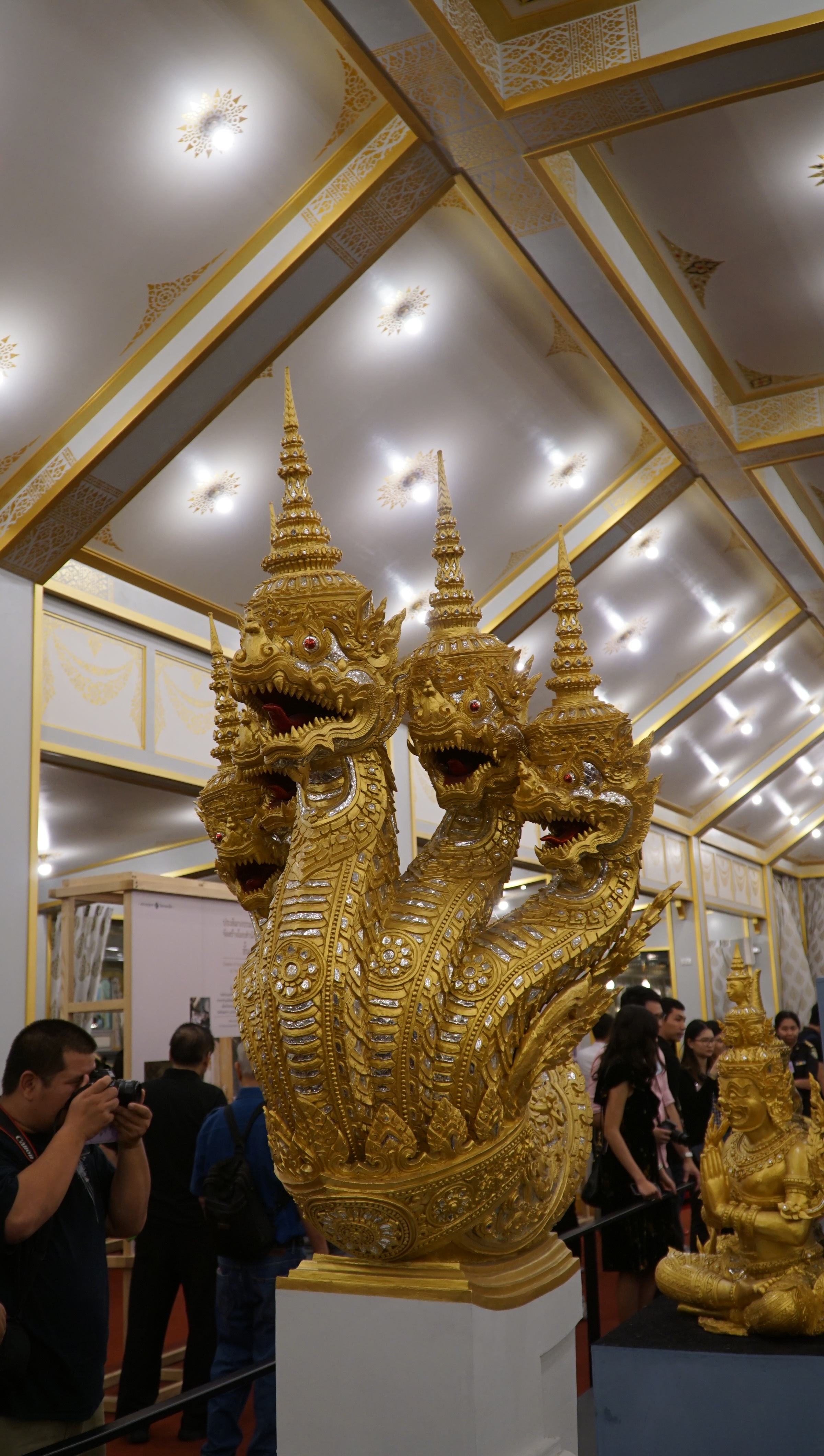
2017년 푸미폰 아둔야뎃 국왕 장례식의 나가

## 같이 보기
- 이차다리 나가와 나긴 (변신하는 코브라)
- 라미아 (신화)
- 나가 목록
- 마호라가
- 나가 왕국
- 나가족
- 나가르주나
- 나가반시
- 나가 바이퍼 페퍼
- 프라 락 프라 람
- 로켓 축제
- 뱀 (상징)
- 뱀 숭배
- 브리트라

### 설명주
1. ↑  Kathiragesu Indrapala writes that "In the traditions preserved in the early Sri Lankan chronicles as well as in the early Tamil literary works the Nagas appear as a distinct group".[39] He further writes that "the adoption of the Tamil language was helping the Nagas in the Tamil chiefdoms to be assimilated into the major ethnic group there".[40]
2. ↑  In the Mahavamsa as indeed in the ancient Sanskrit and Pali literature in general, the nāgas are never represented as human beings, but as a class of superhuman beings, who inhabited a subterranean world.

### 참조주
1. ↑  “Lord Shiva”. 《Sanskrit Dictionary》. 2021년 2월 24일에 원본 문서에서 보존된 문서. 2018년 9월 27일에 확인함.
2. ↑  〈Nāgas〉. 《Brill's Encyclopedia of Hinduism Online》. doi:10.1163/2212-5019_beh_com_000337.
3. ↑  Elgood, Heather (2000). 《Hinduism and the Religious Arts》. London: Cassell. 234쪽. ISBN 0-304-70739-2.
4. ↑  Apte, Vaman Shivram (1997). 《The student's English-Sanskrit dictionary》 3 rev. & enl.판. Delhi: Motilal Banarsidass. ISBN 81-208-0299-3., p. 423. The first definition of nāgaḥ given reads "A snake in general, particularly the cobra." p.539
5. ↑  Proto-IE: *(s)nēg-o-, Meaning: snake, Old Indian: nāgá- m. 'snake', Germanic: *snēk-a- m., *snak-an- m., *snak-ō f.; *snak-a- vb.: “Indo-European etymology”. 2019년 1월 21일에 원본 문서에서 보존된 문서. 2010년 8월 9일에 확인함.
6. ↑  Mayrhofer, Manfred (1996). 《Etymologisches Wörterbuch des Altindoarischen》 2. Heidelberg: Winter., p. 33.
7. ↑  Lange, Gerrit (2019). 《Cobra Deities and Divine Cobras: The Ambiguous Animality of Nāgas》. 《Religions》 10. 454쪽. doi:10.3390/rel10080454.
8. ↑  Deeg, Max (2016). 《Miscellanae Nepalica. The Foundation Legend of Nepal in Its Trans-Himalayan Context》. Lumbini: LIRI.
9. ↑  〈Naga | Hindu mythology〉. 《Encyclopedia Britannica》 (영어). 2022년 9월 4일에 원본 문서에서 보존된 문서. 2018년 5월 11일에 확인함.
10. ↑  “Why was vasuki used in Samudra Manthan great ocean Churning”. 《Hinduism Stack Exchange》. 2018년 5월 11일에 원본 문서에서 보존된 문서. 2018년 5월 11일에 확인함.
11. ↑  〈Garuḍa | Hindu mythology〉. 《Encyclopedia Britannica》 (영어). 2018년 5월 11일에 원본 문서에서 보존된 문서. 2018년 5월 11일에 확인함.
12. ↑  For the story of wrapping Vāsuki around the neck and Śeṣa around the belly and for the name in his sahasranama as Sarpagraiveyakāṅgādaḥ ("Who has a serpent around his neck"), which refers to this standard iconographic element, see: Krishan, Yuvraj (1999), Gaņeśa: Unravelling An Enigma, Delhi: Motilal Banarsidass Publishers, ISBN 81-208-1413-4, pp=51-52.
13. ↑  For text of a stone inscription dated 1470 identifying Ganesha's sacred thread as the serpent Śeṣa, see: Martin-Dubost, p. 202.
14. ↑  For an overview of snake images in Ganesha iconography, see: Martin-Dubost, Paul (1997). Gaņeśa: The Enchanter of the Three Worlds. Mumbai: Project for Indian Cultural Studies. ISBN 81-900184-3-4, p. 202.
15. ↑  Flood, Gavin (1996). 《An Introduction to Hinduism》. Cambridge: Cambridge University Press. ISBN 0-521-43878-0.; p. 151
16. ↑  König, Ditte (1984). Das Tor zur Unterwelt. Mythologie und Kult des Termitenhügels in der schriftlichen und mündlichen Tradition Indiens. Heidelberg: Franz Steiner.
17. ↑  Alloco, Amy (2013). Fear, Reverence and Ambivalence. Divine Snakes in Contemporary South India. Religions of South Asia 7: 230–48.
18. ↑  Alloco, Amy. 2014. Snakes in the Dark Age. Human Action, Karmic Retribution, and the Possibilities for Hindu Animal Ethics. In Asian Perspectives on Animal Ethics. Rethinking the Nonhuman. Edited by Neil Dalal and Chloë Taylor. London and New York: Routledge.
19. ↑  Lange, Gerrit (2017). 《Western Himalayan Nāgs as Guardians of Water Resources》. 《Journal for the Study of Religion, Nature & Culture》 11. 361–378쪽. doi:10.1558/jsrnc.33600.
20. ↑  Lange, Gerrit (2024). 〈Chapter 7: Creating a Landscape through Myths. The Journey of Naiṇī or Nāginā Devī, a Nine-fold Western Himalayan Hindu Goddess〉.   Hegewald, Julia; Gymnich, Marion. 《Images and Stories of the Origin(s) of the World and Humankind》. Tübingen: Mohr Siebeck. 178–204쪽. ISBN 978-3-16-162737-8.
21. ↑  Lange, Gerrit (2019년 7월 26일). 《Cobra Deities and Divine Cobras: The Ambiguous Animality of Nāgas》. 《Religions》 10. 454쪽. doi:10.3390/rel10080454. ISSN 2077-1444.
22. ↑  www.wisdomlib.org (2018년 3월 17일). “The Magnitude of Netherworlds [Chapter 19]”. 《www.wisdomlib.org》 (영어). 2022년 8월 5일에 원본 문서에서 보존된 문서. 2022년 8월 5일에 확인함.
23. ↑  www.wisdomlib.org (2019년 1월 28일). “Story of Vāsuki”. 《www.wisdomlib.org》 (영어). 2022년 8월 5일에 원본 문서에서 보존된 문서. 2022년 8월 5일에 확인함.
24. ↑  www.wisdomlib.org (2013년 5월 15일). “On Manasā's story [Chapter 47]”. 《www.wisdomlib.org》 (영어). 2022년 8월 5일에 원본 문서에서 보존된 문서. 2022년 8월 5일에 확인함.
25. ↑  Forbes, Andrew; Henley, Daniel; Ingersoll, Ernest; Henley, David. 〈Indian Nagas and Draconic Prototypes〉. 《The Illustrated Book of Dragons and Dragon Lore》. Cognoscenti Books. ASIN B00D959PJ0.
26. ↑  Brahmavamso, Ajahn. “VINAYA The Ordination Ceremony of a Monk”. 2013년 1월 16일에 원본 문서에서 보존된 문서. 2012년 10월 12일에 확인함.
27. 1 2  P. 72 How Buddhism Began: The Conditioned Genesis of the Early Teachings By Richard Francis Gombrich
28. ↑  Béer 1999, 71쪽.
29. 1 2  《The Tibetan Book of the Dead》. 번역 Dorje, Gyurnme; Coleman, Graham; Jinpa, Thupten. New York: 바이킹 프레스. 2005. 508쪽. ISBN 0-670-85886-2.
30. ↑  P. 74 How Buddhism Began: The Conditioned Genesis of the Early Teachings By Richard Francis Gombrich
31. 1 2  Schuster, Nancy (1981년 6월 30일). 《Changing the Female Body: Wise Women and the Bodhisattva Career in Some Mahāratnakūṭasūtras》. 《Journal of the International Association of Buddhist Studies》 4. 24–69쪽. 2020년 9월 5일에 원본 문서에서 보존된 문서. 2020년 8월 23일에 확인함.
32. ↑  Kubo Tsugunari, Yuyama Akira (tr.). The Lotus Sutra. Revised 2nd ed. Berkeley, Calif. : Numata Center for Buddhist Translation and Research, 2007. ISBN 978-1-886439-39-9, pp. 191-192
33. ↑  Soka Gakkai Dictionary of Buddhism, "Devadatta Chapter"
34. ↑  Peach, Lucinda Joy (2002). 《Social Responsibility, Sex Change, and Salvation: Gender Justice in the Lotus Sūtra》. 《Philosophy East and West》 52. 50–74쪽. CiteSeerX 10.1.1.820.9411. doi:10.1353/pew.2002.0003. JSTOR 1400133. S2CID 146337273. ProQuest 216882403. |id=에 templatestyles stripmarker가 있음(위치 1) (도움말)
35. ↑  Thomas E. Donaldson (2001). 《Iconography of the Buddhist Sculpture of Orissa: Text》. Abhinav Publications. 276쪽. ISBN 978-81-7017-406-6. 2022년 10월 11일에 원본 문서에서 보존된 문서. 2017년 9월 20일에 확인함.
36. ↑  Tāranātha (Jo-nang-pa) (1990). 《Taranatha's History of Buddhism in India》. Motilal Banarsidass. 384쪽. ISBN 978-81-208-0696-2. 2022년 10월 11일에 원본 문서에서 보존된 문서. 2017년 9월 20일에 확인함.
37. ↑  Intirapālā, Kārttikēcu (2005). 《The evolution of an ethnic identity: the Tamils in Sri Lanka c. 300 BCE to c. 1200 CE》 (영어). M.V. Publications for the South Asian Studies Centre, Sydney. 172–174쪽. ISBN 978-0-646-42546-7. 2022년 10월 11일에 원본 문서에서 보존된 문서. 2022년 1월 22일에 확인함.
38. ↑  Indrapala 2005, 172,174쪽.
39. ↑  Indrapala 2005, 173쪽.
40. ↑  Indrapala 2005, 174쪽.
41. ↑  Kanakasabhai, V. (1904). 《The Tamils Eighteen Hundred Years Ago》 (영어). Asian Educational Services. ISBN 978-81-206-0150-5. 2022년 10월 11일에 원본 문서에서 보존된 문서. 2022년 1월 22일에 확인함.
42. ↑  Senarath Paranavitana (1961). 《Journal of the Ceylon branch of the Royal Asiatic society# The Arya Kingdom in North Ceylon》 (영어). VII, part II. Colombo apothecaries Co. Ltd. 181쪽.
43. ↑  Chad, Raymond (2005년 4월 1일). 《Regional Geographic Influence on Two Khmer Polities》. 《Salve Regina University, Faculty and Staff: Articles and Papers》. 137쪽. 2016년 3월 4일에 원본 문서에서 보존된 문서. 2015년 11월 1일에 확인함.
44. ↑  The Asia-Pacific World [깨진 링크(과거 내용 찾기)]. Retrieved March 5, 2013.
45. ↑  Sanyal, Sanjeev (2016년 8월 10일). 《The Ocean of Churn: How the Indian Ocean Shaped Human History》 (영어). Penguin UK. 82–84쪽. ISBN 978-93-86057-61-7. 2022년 10월 11일에 원본 문서에서 보존된 문서. 2021년 5월 11일에 확인함.
46. ↑  “C. 87 Stela from Mỹ Sơn B6”. 《isaw.nyu.edu》. 2021년 5월 12일에 원본 문서에서 보존된 문서. 2020년 11월 20일에 확인함.
47. ↑  “Monk traditional ceremony Cambodia”. 2017년 7월 15일. 2022년 10월 11일에 원본 문서에서 보존된 문서. 2020년 11월 20일에 확인함.
48. ↑  “Neak Pean temple Angkor - "The entwined snakes"”. 《www.renown-travel.com》. 2020년 10월 24일에 원본 문서에서 보존된 문서. 2020년 11월 20일에 확인함.
49. ↑  “Nagas”. 《www.cambodiasite.nl》. 2020년 11월 11일에 원본 문서에서 보존된 문서. 2020년 11월 20일에 확인함.
50. 1 2  Rosen, Brenda (2009). 《The Mythical Creatures Bible: The Definitive Guide to Legendary Beings》 (영어). Sterling Publishing Company, Inc. ISBN 978-1-4027-6536-0. 2022년 10월 11일에 원본 문서에서 보존된 문서. 2020년 11월 7일에 확인함.
51. ↑  Miksic, John (2012년 11월 13일). 《Borobudur: Golden Tales of the Buddhas》 (영어). Tuttle Publishing. ISBN 978-1-4629-0910-0. 2022년 10월 11일에 원본 문서에서 보존된 문서. 2020년 11월 7일에 확인함.
52. ↑  Kinney, Ann R.; Klokke, Marijke J.; Kieven, Lydia (2003). 《Worshiping Siva and Buddha: The Temple Art of East Java》 (영어). University of Hawaii Press. ISBN 978-0-8248-2779-3. 2022년 10월 11일에 원본 문서에서 보존된 문서. 2020년 11월 7일에 확인함.
53. ↑  Rodemeier, Susanne (1993). 《Lego-lego-Platz und Naga-Darstellung . Jenseitige Kräfte im Zentrum einer Quellenstudie über die ostindonesische Insel Alor》 [Lego-lego Place and Naga-Image; Ideas of Supernatural Power as far as Known from Publications Concerning the Eastern Indonesia Island Alor] (학위논문) (독일어). 2020년 6월 28일에 원본 문서에서 보존된 문서. 2020년 8월 23일에 확인함.
54. ↑  Heinrich Zimmer: Indische Mythen und Symbole. Diederichs, Düsseldorf 1981, ISBN 3-424-00693-9
55. ↑  Ngaosīvat, Mayurī; Pheuiphanh Ngaosyvathn (1998). 《Paths to conflagration: fifty years of diplomacy and warfare in Laos, Thailand, and Vietnam, 1778-1828》. Studies on Southeast Asia 24. Ithaca, N.Y.: Southeast Asia Program Publications, Cornell University. 80쪽. ISBN 0-87727-723-0. OCLC 38909607. 2012년 5월 27일에 원본 문서에서 보존된 문서. 2011년 11월 16일에 확인함.
56. ↑  สุจิตต์ วงษ์เทศ (2019년 10월 2일). “ตำนานกำเนิด โขง-ชี-มูล-หนองหาน สายน้ำแห่งชีวิตของคนอีสาน” (태국어). ศิลปวัฒนธรรม. 2020년 6월 9일에 원본 문서에서 보존된 문서. 2020년 5월 21일에 확인함.
57. 1 2  “ปริศนา?? บั้งไฟพญานาค: ต่างมุมต่างความคิด”. 《ASTV Manager》 (태국어). 2005년 9월 27일. 2016년 10월 9일에 원본 문서에서 보존된 문서. 2016년 10월 2일에 확인함.
58. ↑  Roberts, Tyson R. (Winter 2002). 《Payanak as a mythical animal and as the living species Regalecus glesne (oarfish, Regalecidae, Lapmridiformes).》 (PDF). 《Natural History Bulletin of the 시암 소사이어티》 50. 211쪽. ISSN 0080-9462.
59. ↑  《รัฐบาลกำหนด 'นาค' เป็นเอกลักษณ์ประจำชาติไทย ต่อยอดซอฟต์พาวเวอร์》 [정부는 '낙'을 태국의 국가 상징으로 지정하여 소프트 파워를 확장하고 있다.], Thethaiger, 2022년 11월 2일
60. ↑  《รัฐบาลกำหนดให้ "นาค" เป็นเอกลักษณ์ประจำชาติไทย ประเภทสัตว์ในตำนาน ต่อยอด Soft Power ขับเคลื่อนเศรษฐกิจสร้างสรรค์》 [정부는 "낙"을 태국의 국가 상징으로 지정했다. 이는 전설 속 생물 유형으로, 소프트 파워를 확장하여 창조 경제를 이끌고 있다.] (태국어), Thaigov, 2022년 11월 1일
61. ↑  “Naga named as national symbol”, 《방콕 포스트》 (Bangkokpost), 2022년 11월 2일
62. ↑  กิเลน ประลองเชิง (2011년 9월 8일). “นาคให้น้ำ”. ไทยรัฐ. 2020년 6월 9일에 원본 문서에서 보존된 문서. 2020년 5월 21일에 확인함.
63. ↑  มานิต วัลลิโภดม (2018년 10월 25일). “สำรวจความเชื่อ "นาคสร้างเมืองมนุษย์" ที่ภายหลังคือเมือง "เชียงแสน"” (태국어). ศิลปวัฒนธรiม. 2020년 6월 9일에 원본 문서에서 보존된 문서. 2020년 5월 21일에 확인함.
64. ↑  Miles (2020년 6월 28일). “Naka Cave, Thailand: The Truth Behind the Legends of Snake Rock”. 《Journeying The Globe》 (영국 영어). 2021년 4월 10일에 원본 문서에서 보존된 문서. 2021년 4월 10일에 확인함.
65. ↑    - For the former logo of Faculty of Medicine, Srinakharinwirot University, see: 파일:Logo of Med SWU.gif. The fact was mentioned in the official pamphlet (2019, in Thai), and in the official introductory video (2015, in Thai)
  - for the seal of the Society of Medical Students of Thailand, see: thesmst.com
66. 1 2  ก้อง กังฟู (2014년 6월 1일). “ปาฏิหาริย์...พญานาคราช มีปรากฏการณ์..เหนือธรรมชาติ”. 《타이 랏》 (태국어). 2021년 5월 13일에 원본 문서에서 보존된 문서. 2016년 10월 8일에 확인함.
67. ↑  “คำชะโนด เกาะลอยน้ำ เผยตำนานป่าลี้ลับป่าคำชะโนด”. 《dmc》 (태국어). 2014년 10월 8일. 2021년 9월 28일에 원본 문서에서 보존된 문서. 2016년 10월 3일에 확인함.
68. ↑  “พญานาคบึงโขงหลงที่เป็นข่าว.mp4”. 《Nation TV》 (태국어). 2011년 7월 18일. 2019년 8월 5일에 원본 문서에서 보존된 문서. 2016년 10월 2일에 확인함.
69. ↑  “พญานาค..วิทยาศาสตร์ กับ ความเชื่อ”. 《Nation TV》 (태국어). 2011년 8월 31일. 2011년 9월 3일에 원본 문서에서 보존된 문서. 2016년 10월 2일에 확인함.
70. ↑  “Legends”. 2007년 10월 24일에 원본 문서에서 보존된 문서.
71. ↑  “Journey Malaysia » Tasik Chini”. 《journeymalaysia.com》. 2017년 6월 19일에 원본 문서에서 보존된 문서. 2007년 5월 10일에 확인함.
72. ↑  Valiente, Tito Genova (2015년 1월 1일). “A serpent, this earth and the end of the year”. 《BusinessMirror》. ProQuest 1644507809. 2022년 10월 11일에 원본 문서에서 보존된 문서. 2020년 8월 23일에 확인함. |id=에 templatestyles stripmarker가 있음(위치 1) (도움말)
73. ↑  McCoy, Alfred W. (1982). 《Baylan: animist religion and Philippine peasant ideology》. 《Philippine Quarterly of Culture and Society》 10. 141–194쪽. JSTOR 29791761.
74. ↑  “BAKUNAWA: The Moon Eating Dragon of Philippine Mythology”. 《The Aswang Project》. 2016년 5월 27일. 2019년 10월 13일에 원본 문서에서 보존된 문서. 2019년 12월 3일에 확인함.
75. ↑  Bhāgavata Purāṇa 10.1.24
76. ↑  Bhāgavata Purāṇa 3.26.25
77. ↑  “ละคร ภูตแม่น้ำโขง”. 《Sanook》 (태국어). 2008년 10월 13일. 2017년 12월 17일에 원본 문서에서 보존된 문서. 2021년 7월 31일에 확인함.
78. ↑  สีสันบันเทิง 17-12-11#ฟิตติ้ง มณีสวาท (태국어). ammy wareerat. 2011년 12월 17일. 2023년 10월 15일에 원본 문서에서 보존된 문서. 2025년 6월 28일에 확인함 – YouTube 경유.
79. ↑  “Nakee – The Serpent Queen”. 《lovefia》. 2016년 11월 1일. 2022년 10월 11일에 원본 문서에서 보존된 문서. 2021년 7월 31일에 확인함.
80. ↑  (영어) "Destination Truth" Haunted Village/Naga (TV Episode 2007) - 인터넷 영화 데이터베이스
81. ↑  Chalk, Andy (2022년 5월 5일). “The Naga are coming to Hearthstone Battlegrounds on May 10”. 《PC Gamer》. 2022년 5월 5일에 원본 문서에서 보존된 문서. 2022년 5월 10일에 확인함.
82. ↑  “Planeswalker's Guide to Khans of Tarkir, Part 1”. 《MAGIC: THE GATHERING》. 2015년 8월 9일에 원본 문서에서 보존된 문서. 2015년 7월 27일에 확인함.
83. ↑  “Planeswalker's Guide to Fate Reforged”. 《MAGIC: THE GATHERING》. 2015년 7월 20일에 원본 문서에서 보존된 문서. 2015년 7월 27일에 확인함.
84. ↑  “Planeswalker's Guide to Dragons of Tarkir, Part 1”. 《MAGIC: THE GATHERING》. 2015년 7월 28일에 원본 문서에서 보존된 문서. 2015년 7월 27일에 확인함.

## 더 읽어보기
- Béer, Robert (1999), 《The Encyclopedia of Tibetan Symbols and Motifs》, Shambhala, ISBN 978-1-57062-416-2, 2022년 10월 11일에 원본 문서에서 보존된 문서, 2020년 11월 7일에 확인함
- Müller-Ebeling, Claudia; Rätsch, Christian; Shahi, Surendra Bahadur (2002), 《Shamanism and Tantra in the Himalayas》, Inner Traditions, ISBN 978-0-89281-913-3
- Maehle, Gregor (2007), 《Ashtanga Yoga: Practice and Philosophy》, New World Library, ISBN 978-1-57731-606-0
- Norbu, Chögyal Namkhai (1999), 《The Crystal and The Way of Light: Sutra, Tantra and Dzogchen》, Snow Lion Publications, ISBN 1-55939-135-9
- Hāṇḍā, Omacanda (2004), 《Naga cults and traditions in the western Himalaya》, Indus Publishing, ISBN 978-81-7387-161-0, 2022년 10월 11일에 원본 문서에서 보존된 문서, 2016년 9월 15일에 확인함
- Visser, Marinus Willem de (1913), 《The dragon in China and Japan》, Amsterdam:J. Müller
- Vogel, J. Ph. (1926), 《Indian serpent-lore; or, The Nāgas in Hindu legend and art》, London, A. Probsthain, ISBN 978-81-206-1071-2, 2023년 11월 9일에 확인함